# Allosaurus
Allosaurus is een geslacht van uitgestorven grote vleesetende theropode dinosauriërs, behorend tot de groep van de Carnosauria, dat tijdens het Laat-Jura, 150 miljoen jaar geleden, leefde in het gebied van het huidige Noord-Amerika en Portugal.
Allosaurus werd in het midden van de negentiende eeuw in de Verenigde Staten ontdekt. Hij kreeg in 1877 van de Amerikaanse paleontoloog Othniel Charles Marsh zijn naam, die zoiets als 'afwijkende sauriër' betekent. De eerstbenoemde typesoort is Allosaurus fragilis. Later werden er nog vijftien andere soorten van Allosaurus benoemd. Tegenwoordig denken de onderzoekers dat het bij de meeste daarvan toch om A. fragilis gaat of om heel andere dinosauriërs. Sommige wetenschappers geloven zelfs dat A. fragilis de enige echte soort is. Er zijn vele honderden fossielen van Allosaurus ontdekt, ook een aantal bijna complete skeletten. Hierdoor weten we goed hoe het dier eruitzag.
Allosaurus was een groot roofdier dat wel dertien meter lang werd en vier ton zwaar. Toch was hij niet héél zwaargebouwd en hij kon vermoedelijk hard rennen. Hij was warmbloedig en had erg goede longen die hem een groot uithoudingsvermogen gaven. Het kan zijn dat de jongen door een primitief verenkleed warm gehouden werden, maar de volwassen dieren hadden in ieder geval een geschubde huid. Allosaurus liep op zijn achterpoten. Het lichaam werd in evenwicht gehouden door een lange staart. De voorpoten waren kort, maar droegen wel krachtige klauwen aan hun drie vingers. Hij had een beweeglijke nek met een vrij kleine langwerpige kop die lichtgebouwd, maar toch stevig was. Daarin stonden lange rijen kleine gekromde tanden, waarmee hij prooidieren kon verwonden. Allosaurus joeg op grote planteneters zoals Camptosaurus en Stegosaurus. Misschien viel hij in groepen ook reusachtige langnekkige dinosauriërs aan, sauropoden als Diplodocus, Apatosaurus en Brachiosaurus. De geleerden zijn het er niet over eens of Allosaurus intelligent genoeg was om zo samen te werken. In zijn leefgebied kwamen ook andere roofsauriërs voor, maar Allosaurus was onder deze theropoden het talrijkst.
Allosaurus is het grootste bekende landroofdier uit het Jura en daarom een van de bekendste dinosauriërs, die vaak in boeken en films voorkomt. Vroeger werd hij daarin fout afgebeeld met een opgerichte houding en een over de grond slepende staart. In het echt werden rug en staart horizontaal gehouden.

## Naamgeving en vondsten

### Een veelheid aan geslachten

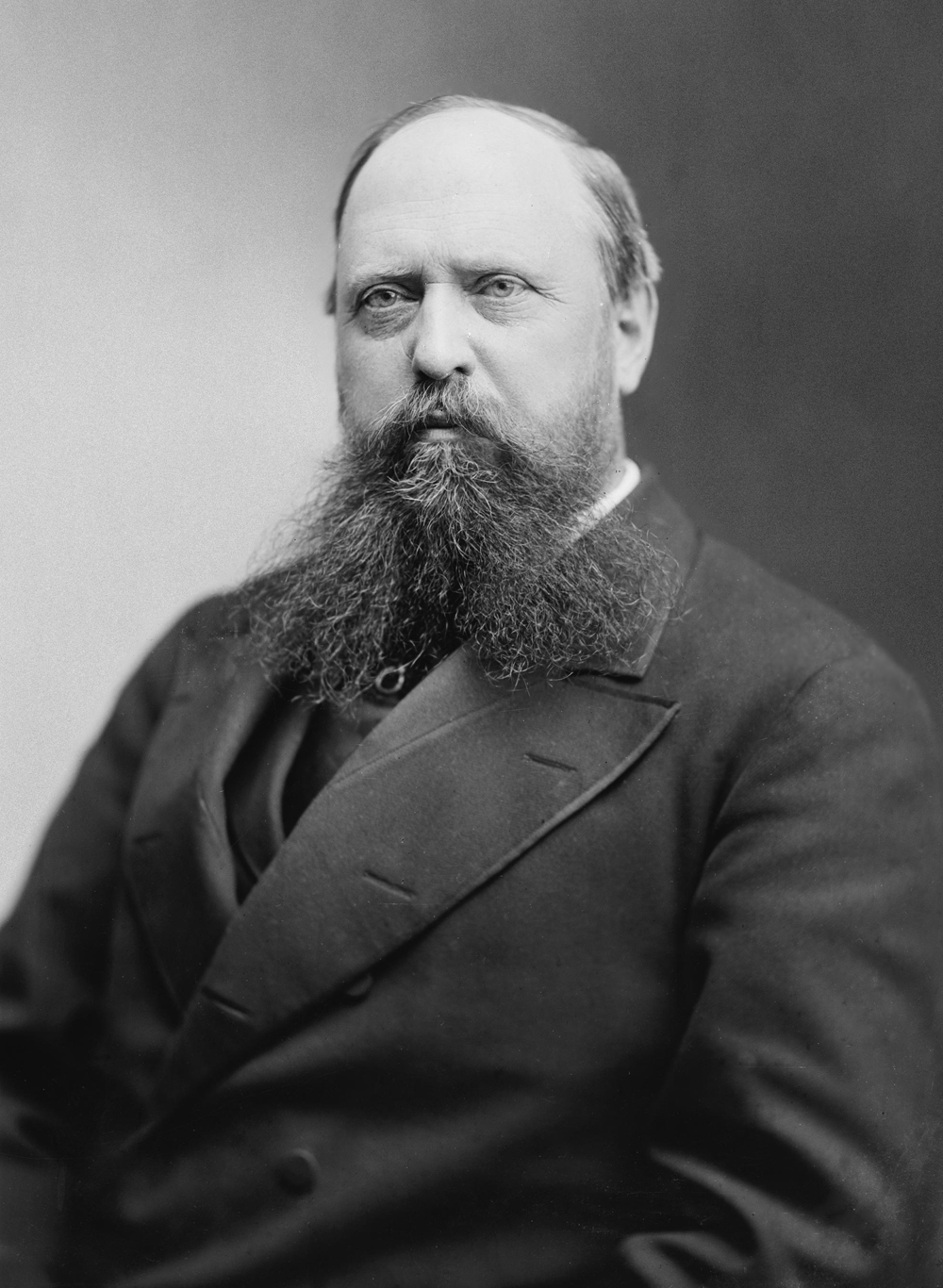
Marsh benoemde voor het allosauride materiaal drie geslachten en vier allosaurussoorten

De eerste fossielen van Allosaurus werden vermoedelijk in de jaren zestig van de negentiende eeuw ontdekt bij Middle Park in Colorado in lagen van de Morrisonformatie uit het Tithonien-Kimmeridgien, ongeveer 150 miljoen jaar oud; ze werden door de plaatselijke bevolking aangeduid als 'versteende paardenhoeven'. In 1869 kocht de verzamelaar Ferdinand Vandiveer Hayden daar een van die hij opstuurde naar Joseph Leidy. Leidy determineerde het 125 millimeter lange specimen, USNM 218, als de helft van een staartwervel, die hij in 1870 voorlopig toewees aan het in Europa ontdekte geslacht Poekilopleuron als een Poicilopleuron valens, waarbij hij dus bij vergissing de oorspronkelijke naam iets wijzigde. Hij gaf echter ook aan dat als de soort te afwijkend van dit geslacht mocht blijken er een eigen geslacht aan toegekend kon worden: Antrodemus. In 1873 besprak hij Poicilopleuron opnieuw, maar gaf de naam Antrodemus bij een afbeelding van het fossiel; meestal wordt aangenomen dat de naamgeving daarmee een feit was. Deze naam verwierf echter geen algemene bekendheid.
In 1877 benoemde professor Othniel Charles Marsh, een fossiel, holotype YPM 1930, tot de soort Allosaurus fragilis. De geslachtsnaam betekent 'andere sauriër', vanuit het Klassiek Griekse ἄλλος (allos), 'ander' of 'verschillend' en σαῦρος (sauros), 'hagedis', vermoedelijk — Marsh gaf geen etymologie — een verwijzing naar het feit dat de wervels afweken van die van andere toen bekende sauriërs. De soortaanduiding betekent 'breekbaar' in het Latijn, een verwijzing naar de lichte bouw van de wervels. Het holotype was door Benjamin Franklin Mudge bij Garden Park in Colorado gevonden in Felch Quarry 1 en bestond uit drie wervels, een stuk rib, een tand, een teen, en de schacht van het rechteropperarmbeen.

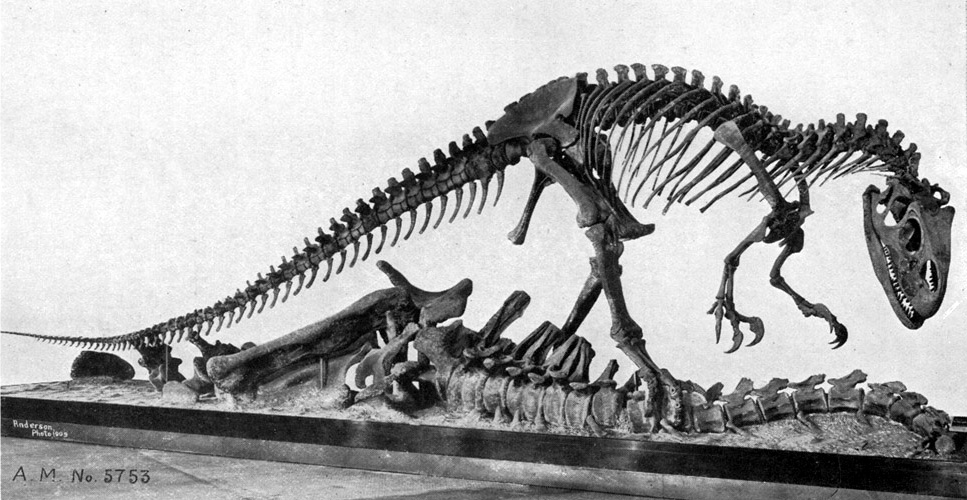
AMNH 5735

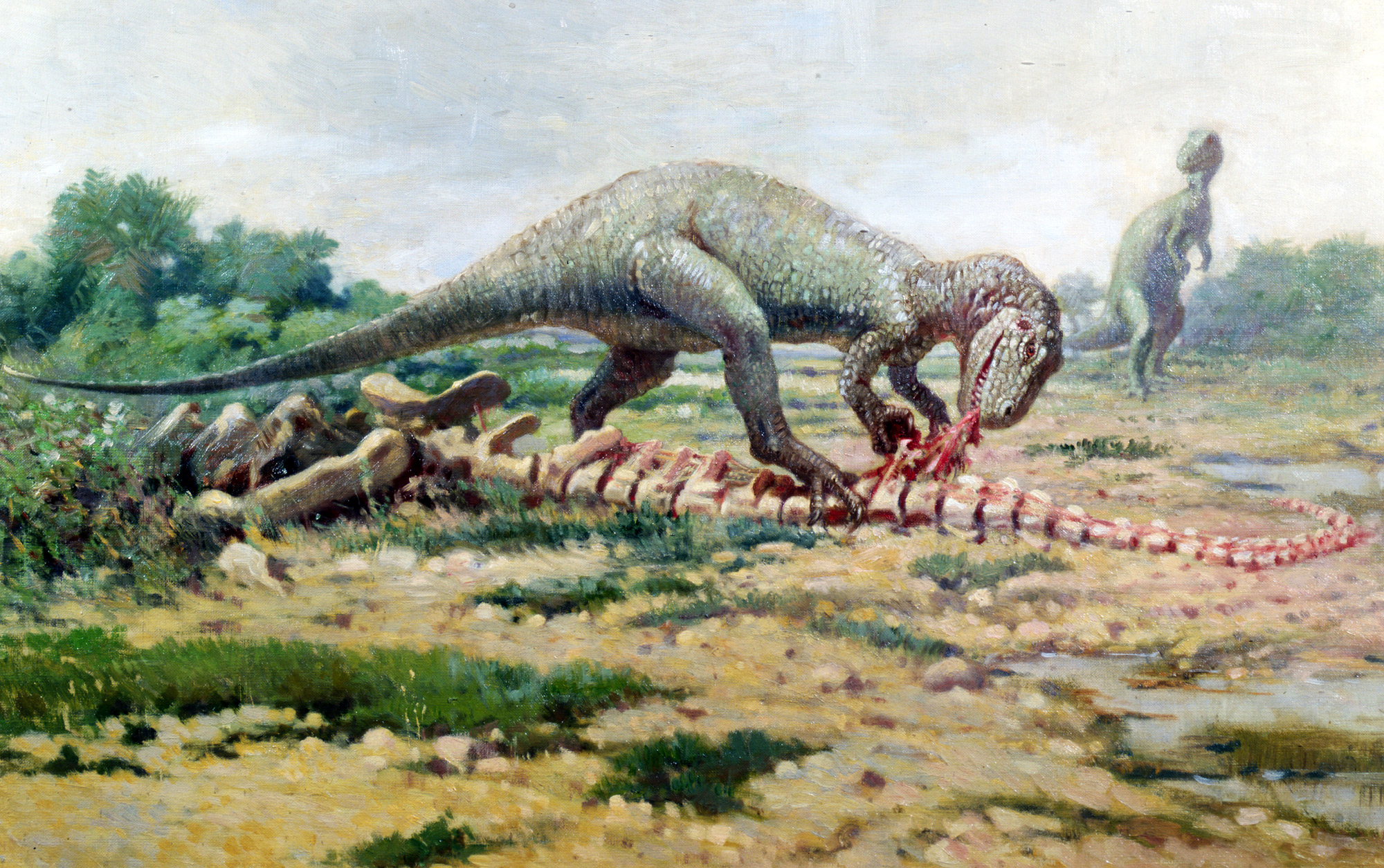
"Allosaurus" door Charles Knight

Marsh had een rivaal, Edward Drinker Cope. Beide geleerden probeerden in hun beruchte Bone Wars elkaar de loef af te steken in het benoemen van zo veel mogelijk soorten. Ook bij Allosaurus leidde dit ertoe dat licht verschillende fragmentarische fossielen een eigen soort of geslacht kregen toebedeeld. Zo benoemde Marsh in 1878 Allosaurus lucaris (YPM 1931) en Creosaurus atrox (YPM 1890); in 1884 Labrosaurus ferox (op grond van USNM 2315, een misvormde onderkaak zonder voorste tanden) — in 1896 zou hij een ander fossiel Allosaurus ferox noemen. Cope maakte in 1877 een vondst van acht tanden (AMNH FRC 5780) een soort van Laelaps, L. trihedron; in 1878 een groot specimen, AMNH 5767 bestaande uit drie wervels, een ravenbeksbeen en een middenvoetsbeen, tot Epanterias amplexus. Die geslachten werden soms weer door andere geleerden gebruikt om nieuwe soorten aan toe te wijzen, meestal op basis van slecht materiaal. Zo werd Megalosaurus meriani, een tand gevonden in Zwitserland, in 1926 door toedoen van Friedrich von Huene een Labrosaurus meriani en in 1991 door George Olshevsky een Allosaurus meriani. In 1920 benoemde Werner Janensch een Labrosaurus stechowi. In beide gevallen gaat het vermoedelijk om tanden van Ceratosaurus. In 1911 benoemde Richard Swann Lull een wervel van Dryptosaurus, USNM 3049, als Creosaurus potens; in 1914 Anatoli Nikolajewitsj Rjabinin een middenvoetsbeen van Chilantaisaurus uit Siberië als Allosaurus sibiricus. Ook kwam het voor dat Marsh zelf resten van een ander geslacht voor die van Allosaurus of Labrosaurus aanzag; in 1888 schiep hij een Allosaurus medius op grond van een tand van wellicht Dryptosaurus, in 1896 een Labrosaurus sulcatus op basis van een tand van Ceratosaurus. Omgekeerd gebeurde het ook dat Marsh resten van Allosaurus interpreteerde als die van een heel ander geslacht. Zo benoemde hij in 1879 voor het geslacht Camptonotus mede een Camptonotus amplus, een vermeende planteneter, op grond van een voet van Allosaurus. Toen de geslachtsnaam Camptonotus al bezet bleek, werd dit in 1885 herbenoemd tot Camptosaurus amplus.

### Betere vondsten
Op den duur kwamen ook meer complete fossielen boven water die een veel beter beeld van het dier gaven. In 1883 vond Marshall P. Felch voor Marsh bij Garden Park een bijna volledig skelet dat de basis kon vormen voor een veel nauwkeuriger beschrijving. Cope had in dit opzicht minder geluk: een van zijn verzamelaars, H.F. Hubbell, vond in 1879 een zeer gaaf specimen bij Como Bluff in Wyoming, maar Cope prepareerde de vondst nooit. Pas na zijn dood werd in 1903 het belang van het exemplaar, tegenwoordig AMNH 5735, onderkend en het werd in 1908 tentoongesteld in het American Museum of Natural History, in een pose alsof het op het punt staat zich tegoed te doen aan het karkas van Apatosaurus. De beroemde paleontologisch illustrator Charles Knight verwerkte het tafereel in een van zijn schilderijen. Het skelet was het eerste van een grote uitgestorven theropode — de huidige vogels zijn ook Theropoda — dat in zijn geheel opgesteld werd; het is, mede daardoor, echter nooit wetenschappelijk beschreven.
Al snel begon het andere onderzoekers duidelijk te worden dat er een overdaad aan taxa benoemd was. Samuel Wendell Williston beweerde dat al in 1878 en stelde in 1901 dat Creosaurus een jonger synoniem was van Allosaurus omdat het er niet van te onderscheiden viel. In 1920 begreep Charles Whitney Gilmore in het kader van een veel gedetailleerdere herbeschrijving dat de naam Antrodemus in principe prioriteit had boven Allosaurus. Buiten de technische literatuur werd de naam Antrodemus echter zelden gebruikt, daarbinnen echter de meeste soorten tot dat geslacht herbenoemd; ook Labrosaurus werd niet meer gebruikt. In 1976 liet James Henry Madsen in de meest grondige beschrijving van het geslacht tot nu toe de officiële naam weer met de populaire naam samenvallen door te stellen dat Antrodemus door de slechte kwaliteit van het fossiel een nomen dubium was, zodat het geen prioriteit ten opzichte van Allosaurus kon hebben aangezien niet vastgesteld zou kunnen worden welke andere fossielen tot hetzelfde taxon behoren.
In de jaren zestig nam het aantal bekende Allosaurus-fossielen explosief toe door het uitgraven van de Cleveland-Lloyd Dinosaur Quarry in Utah, van welke staat Allosaurus in 1988 het officiële staatsfossiel werd. Een enorme hoeveelheid losse dinosauriërbeenderen was hier opeengehoopt; meer dan tienduizend zijn er geborgen. De meeste behoorden aan Allosaurus fragilis waarvan minstens zesenveertig individuen aanwezig waren, van jong tot oud. Hele skeletten of schedels ontbraken maar doordat het dier al van andere vondsten bekend was, bleek het niet moeilijk die weer bij elkaar te voegen. Het uit elkaar vallen van de schedel maakte het eenvoudiger de delen daarvan apart te bestuderen. Het is tot nu toe onmogelijk gebleken een sluitende verklaring te vinden voor de tafonomie, de fossiliseringsomstandigheden die zulk een opmerkelijke opeenhoping van botten veroorzaakt zouden kunnen hebben, maar ze maken Allosaurus met een totaal van zo'n zestigtal ontdekte exemplaren in ieder geval tot de best bekende niet-vliegende uitgestorven theropode op Coelophysis na.

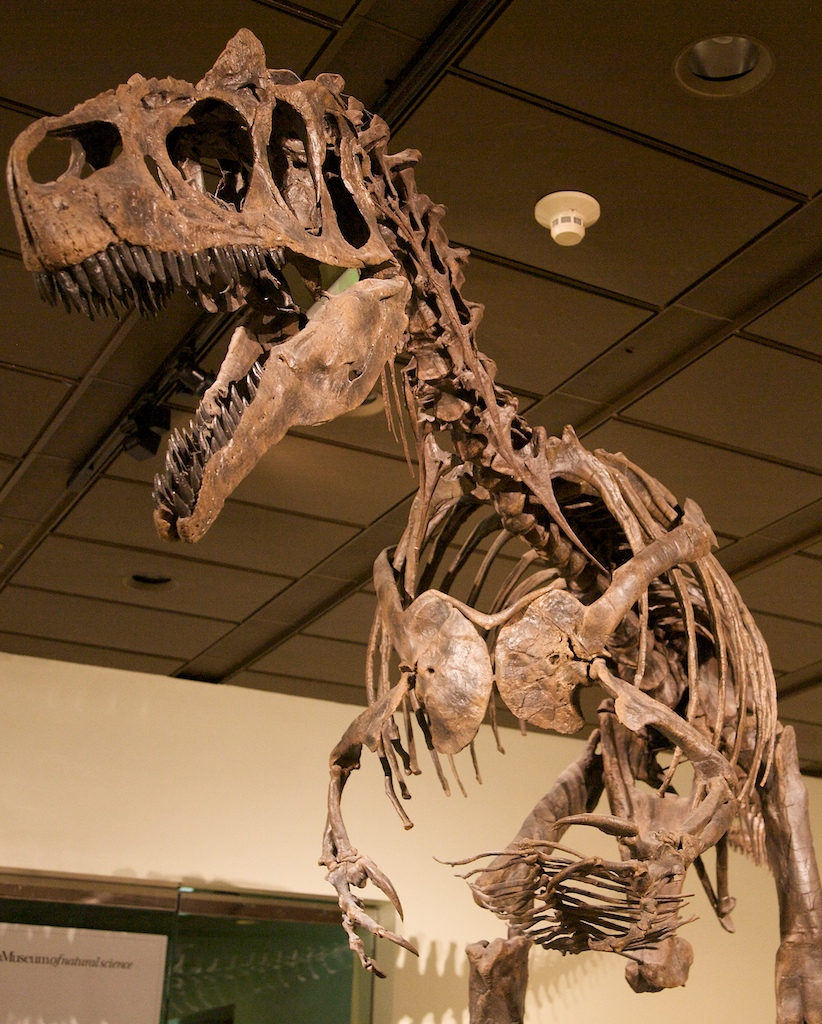
Big Al 2

In de jaren negentig werden er opnieuw wegens hun volledigheid belangrijke exemplaren van Allosaurus gevonden. De bekendste daarvan is MOR 693 ofwel Big Al, in 1991 door Kirby Siber gevonden in Wyoming. Nog completer is Big Al 2, waarvan ruim vijfennegentig procent van het skelet bekend is.

### IsA. fragilisde enige valide naam?
Eind jaren negentig begon men ook de traditionele soorten samen te voegen met als gevolg dat volgens sommige geleerden alleen de oorspronkelijke typesoort Allosaurus fragilis overbleef. Een lang vermoed onderscheid met A. atrox, die een langere snuit zou hebben, bleek bij nader onderzoek niet te bestaan: de snuit van A. fragilis was door Gilmore te kort gereconstrueerd en andere detailverschillen waren een geval van individuele variatie. Ook de hypothese van Donald Henderson uit 1998 dat vormen met langere snuiten relatief veel langere tanden zouden hebben, kon niet worden bevestigd. De situatie wordt echter sterk gecompliceerd door een aantal omstreden en nieuwe taxa. Dit betreft allereerst het bestaan van mogelijke andere geldige soorten in Allosaurus. In 1925 benoemde Janensch een stuk scheenbeen van een ongeveer tien meter lange theropode, gevonden in Duits-Oost-Afrika, HM 67, als Allosaurus tendagurensis. Hoewel het hier vermoedelijk geen exemplaar van Allosaurus betreft, is er nooit een vervangend geslacht benoemd. Sommigen behandelen het taxon als een nomen dubium, andere als een valide soort.

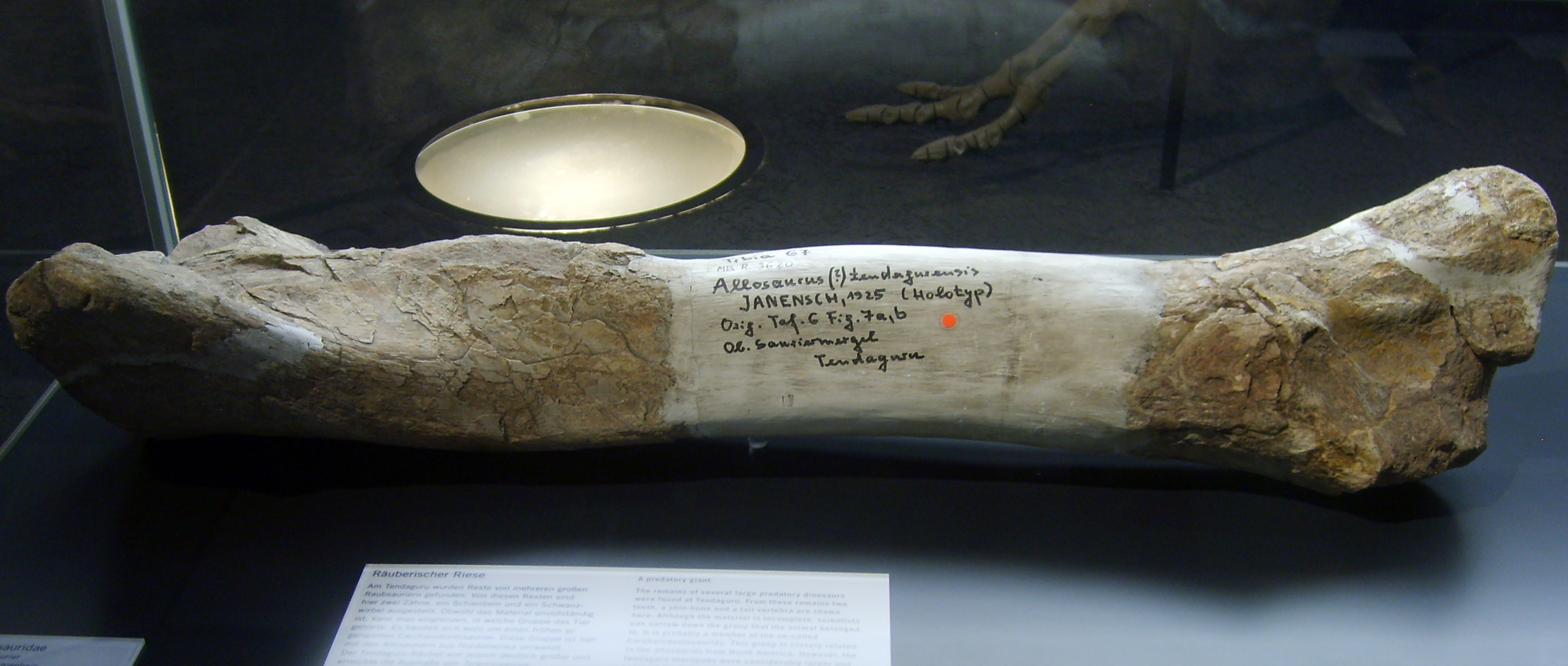
HM 67

In 2000 stelde Daniel Chure in zijn proefschrift dat er een tweede soort zou bestaan die hij Allosaurus jimmadseni noemde, gebaseerd op specimen DINO 11541, gevonden op 15 juli 1990 door George Engelmann. De naam, waarvan de soortaanduiding Madsen eert, werd in 2006 gepubliceerd, maar bleef voorlopig een onbeschreven nomen nudum. De realiteit van de soort A. jimmadseni is onzeker; de vondsten die Chure aan deze soort toewees, stammen uit iets oudere lagen van de Morrison, de Salt Wash Member, en het kan zijn dat de naam dezelfde populatie aanduidt, maar dan in een vroegere evolutiefase. In 2009 vond Mark Loewen in een morfometrische analyse dat de individuen die Chure aan A. jimmadseni had toegewezen inderdaad een samenhang in eigenschappen toonden, maar kreeg dat resultaat alleen indien hij de stand van het jukbeen daarin meenam, een kenmerk waarvan Kenneth Carpenter in 2011 stelde dat het erg variabel was in de populatie van A. fragilis. In 2020 benoemde Chure A. jimmadseni alsnog formeel.
In hetzelfde proefschrift benoemde Chure een Allosaurus robustus, een naam voor een specimen uit het Krijt van Australië, NMV Pl50070, de zogenaamde 'dwergallosaurus'. De naam bleef een nomen nudum en de identificatie wordt tegenwoordig algemeen afgewezen. In 2006 benoemde een Portugees team fossielen uit hun land, waaronder holotype ML415, als Allosaurus europaeus. Een ander Portugees team dat een tweede vindplaats van Allosaurus uitgroef, concludeerde echter in 2007 dat A. europaeus een jonger synoniem van A. fragilis was. Dat werd bevestigd door een studie uit 2025. In 2010 hernoemde Gregory S. Paul de Portugese Lourinhanosaurus tot een Allosaurus antunesi. In ieder geval geen geldige soort is A. whitei, door Stephan Pickering in 1995 benoemd voor AMNH 666 in een poging de 'atrox'-vormen een betere naam en een nieuw type te geven: het is een nomen vanum en daarbij zeker een jonger synoniem van A. fragilis. Ook niet valide is A. carnegeii (sic), een naam bedacht door Eric Levin, die in 2003 alleen gebruikt is op de omslag van een tijdschrift.
Een tweede probleem wordt gevormd door de vraag of zeer grote exemplaren tot Allosaurus behoren, al dan niet tot A. fragilis, of een apart geslacht vormen. In 1950 beschreef John Willis Stovall, verwijzend naar een in 1941 door Grace Ernestine Ray benoemde vondst, een nieuw geslacht en soort Saurophagus maximus. Het betrof materiaal van een zeer groot dier, waarvan de lengte wel ooit op vijftien meter geschat is. Later bleek de naam Saurophagus al bezet te zijn. In 1995 benoemde Chure een nieuw geslacht Saurophaganax. Sommigen erkennen dit geslacht, anderen zien het als een Allosaurus maximus, weer anderen als een Allosaurus anax. Latere schattingen van de lengte liggen lager, op 10,9 meter. Dat is kleiner dan de tweede vorm die door Robert Thomas Bakker nog als een te onderscheiden geslacht beschouwd wordt: Epanterias. Meestal wordt dit echter een als groot exemplaar van A. fragilis gezien of als een nomen dubium.
In 2010 stelden Kenneth Carpenter en G.S. Paul dat het holotype van A. fragilis van zo slechte kwaliteit was dat het de soort tot een nomen dubium zou maken. Om deze gangbare naam te behouden stelden ze het ICZN voor officieel een ander in dezelfde groeve gevonden specimen, ofwel topotype, USNM 4735, als neotype, een vervangend naamdragend fossiel, aan te wijzen. Madsen meende in 1976 dat het opperarmbeen van het holotype al diagnostisch genoeg was.
In 2014 benoemde de preparateur Sebastian Dalman een fragmentarisch skelet, specimen YPM VP 57589 in 1953 in Colorado opgegraven door Joseph T. Gregory en David Techter, als het holotype van een nieuwe soort van Allosaurus: Allosaurus lucasi. De soortaanduiding eert paleontoloog Spencer George Lucas. Dalman wees een nog fragmentarischer skelet van een jong dier, in 1953 op dezelfde locatie gevonden, specimen YPM VP 57726, aan de soort toe. Volgens Michael Mortimer zijn de aangegeven unieke kenmerken van deze soort echter alle verklaarbaar uit beschadigingen of foute interpretaties van het sterk verweerde en onvolkomen geprepareerde materiaal, dan wel uit individuele variatie. Hij beschouwde de soort als een jonger synoniem van Allosaurus fragilis.
In 2015 hernoemden Peter Malcolm Galton e.a. Camptonotus amplus Marsh 1879 tot een ?Allosaurus amplus.

### Soortenlijst
Het ingewikkelde proces van naamgeving kan samengevat worden in de volgende lijst van soorten:
- Antrodemus valens Leidy 1873: nomen dubium, vermoedelijk identiek aan Allosaurus fragilis
- Allosaurus fragilis Marsh 1877: valide typesoort van Allosaurus mits neotype wordt aangewezen
- Laelaps trihedrodon Cope 1877: jonger synoniem van Allosaurus fragilis
- Creosaurus atrox Marsh 1878: jonger synoniem van Allosaurus fragilis, = Antrodemus atrox (Marsh 1878) Gilmore 1920, = Allosaurus atrox (Marsh 1878) Paul 1987
- Allosaurus lucaris Marsh 1878: jonger synoniem van Allosaurus fragilis, = Labrosaurus lucaris (Marsh 1878) Marsh 1879
- Epanterias amplexus Cope 1878: vermoedelijk jonger synoniem van Allosaurus fragilis, misschien eigen geslacht, = Allosaurus amplexus (Cope 1878) Paul 1988, = Allosaurus maximus (Cope 1878) Paul 1988 [sic]
- Camptonotus amplus Marsh 1879: jonger synoniem van Allosaurus fragilis, = Camptosaurus amplus (Marsh 1879) Marsh 1885, = ?Allosaurus amplus (Marsh 1879) Galton, Carpenter & Dalman 2015
- Labrosaurus ferox Marsh 1884: jonger synoniem van Allosaurus fragilis, non Allosaurus ferox Marsh 1896
- Allosaurus medius Marsh 1888: nomen dubium, = Labrosaurus medius (Marsh 1888) Hay 1901, wellicht identiek aan Dryptosaurus
- Allosaurus ferox Marsh 1896: jonger synoniem van Allosaurus fragilis, non Labrosaurus ferox Marsh 1884
- Labrosaurus sulcatus Marsh 1896: nomen dubium, vermoedelijk identiek aan Ceratosaurus nasicornis
- Creosaurus potens Lull 1911: nomen dubium, vermoedelijk identiek aan Dryptosaurus
- Allosaurus sibiricus Riabinin 1914: nomen dubium, = Antrodemus sibiricus (Riabinin 1914) Steel 1970, = Allosaurus sibericus (Riabinin 1914) Chure & McIntosh 1989 [sic], = Chilantaisaurus sibiricus (Riabinin 1914) Molnar, Koerzanov & Dong 1990
- Labrosaurus stechowi Janensch 1920: nomen dubium, = Antrodemus stechowi (Janensch 1920) Chabli 1985, vermoedelijk identiek aan Ceratosaurus nasicornis
- Allosaurus tendagurensis Janensch 1925: misschien nomen dubium, misschien valide soort maar non Allosaurus, = Antrodemus tendagurensis (Janensch 1925) von Huene 1932
- Labrosaurus meriani (Greppin 1870) von Huene 1926: nomen dubium, = Megalosaurus meriani Greppin 1870, = Antrodemus meriani (Greppin 1870) Steel 1970, = Allosaurus meriani (Greppin 1870) Olshevsky 1991, vermoedelijk identiek aan Ceratosaurus nasicornis
- Saurophagus maximus Stovall 1950 vide Ray 1941: nomen nudum
- Saurophaganax maximus Chure 1995: vermoedelijk eigen geslacht, = Allosaurus maximus (Chure 1995) Smith 1998
- Allosaurus whitei Pickering 1995: nomen vanum, nomen nudum of jonger synoniem van Allosaurus fragilis
- Allosaurus robustus Chure 2000: nomen nudum, vermoedelijk non Allosaurus
- Allosaurus carnegeii Levin 2003: nomen nudum, vermoedelijk een jonger synoniem van Allosaurus fragilis
- Allosaurus europaeus Mateus, Walen & Antunes 2006: misschien valide soort, wellicht jonger synoniem van Allosaurus fragilis
- Allosaurus jimmadseni Chure 2006: nomen ex dissertatione, misschien in feite een valide soort
- Allosaurus antunesi Paul 2010: = Lourinhanosaurus Mateus 1998
- Allosaurus lucasi Dalman 2014: jonger synoniem van Allosaurus fragilis
- Allosaurus jimmadseni Chure & Loewe 2020: misschien een valide soort
- Allosaurus anax Danison, Wedel, Barta, Woodward, Holly, Flora, Lee, & Snively 2024: misschien een valide soort

## Beschrijving

### Algemene bouw en grootte

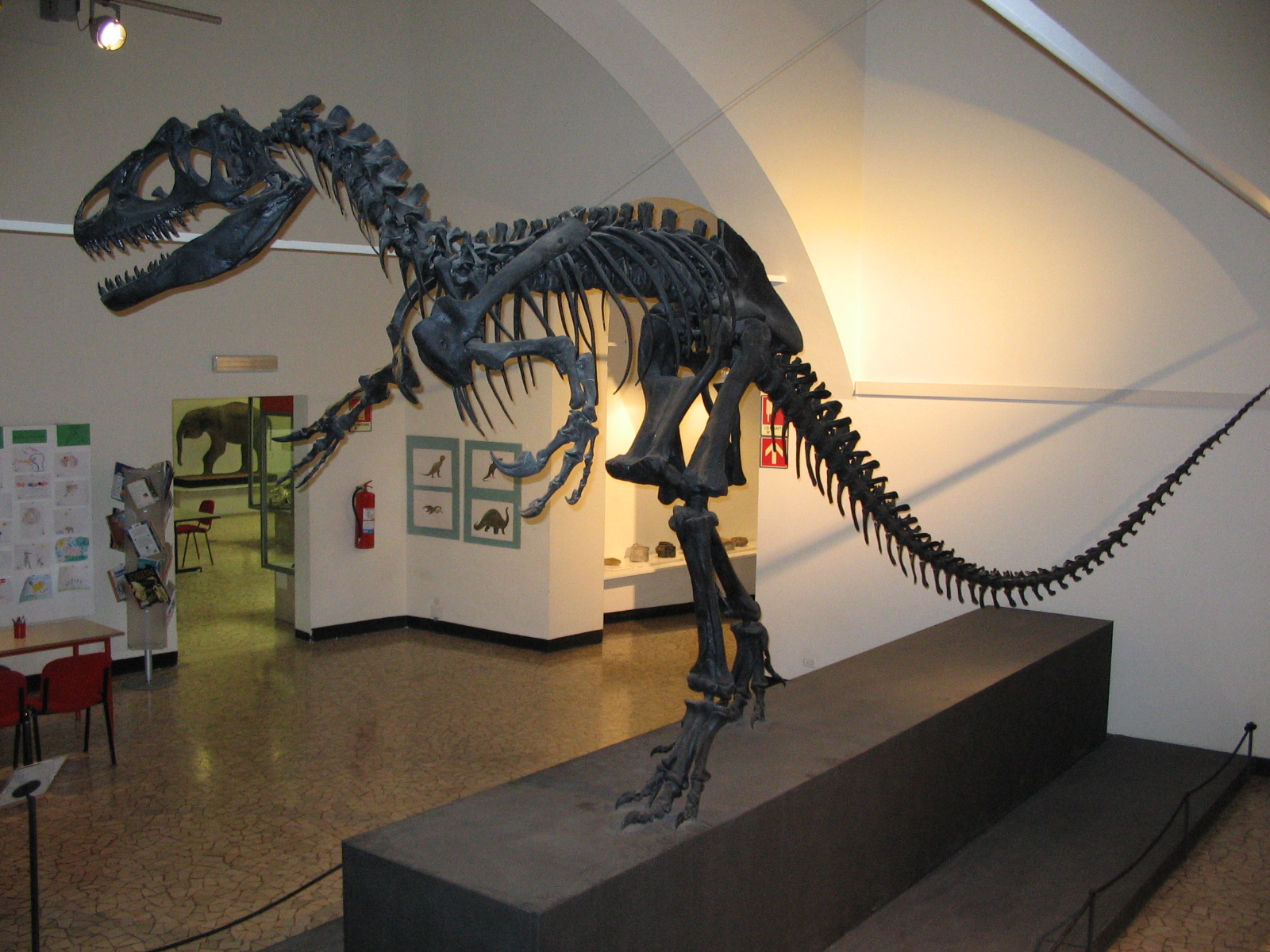
Ondanks zijn aanzienlijke absolute grootte was Allosaurus elegant gebouwd

Aan de hand van Allosaurus fragilis wordt vaak de lichaamsbouw van de theropoden uitgelegd en de soort is dan ook een typisch voorbeeld van deze groep. De romp is langwerpig en stijf en eindigt vooraan in een S-vormige beweeglijke nek die de krachtige kop draagt. De voorpoten zijn klein, maar de achterpoten, waarop het hele gewicht rust, lang en sterk gespierd. Het lichaam wordt in balans gebracht door een lange staart aan de basis waarvan grote retractorspieren zijn bevestigd die de dijbenen naar achter kunnen trekken. Allosaurus heeft echter ook unieke eigenschappen en voor de algemene bouw bestaan die vooral uit een zekere elegantie. Ondanks de aanzienlijke absolute omvang zijn veel botten delicaat gemodelleerd, vooral in de schedel, die voor een grote theropode relatief klein is. Oudere illustraties plachten het eigene van Allosaurus niet goed te treffen, maar sinds Gregory S. Paul in de jaren zeventig het geslacht veelvuldig in zijn invloedrijke tekeningen afbeeldde, heeft een veelheid aan navolgers het echte uiterlijk van Allosaurus — voor zover dat althans uit de skeletvondsten viel te reconstrueren — tot een van de favoriete onderwerpen van de moderne paleoartists gemaakt.

De verschillende vormen in grootte met elkaar vergeleken van de kleine "Big Al" tot de grote "Epanterias"

De maximale omvang van de soort is omstreden. De skeletten van Allosaurus fragilis tonen een enorme variabiliteit in grootte: jongvolwassen exemplaren waren kennelijk niet groter dan een zes meter en bleven daarna doorgroeien. Gemiddeld zijn de gevonden allosaurusskeletten zo'n 8,5 meter lang. Het grootste skelet dat met zekerheid aan A. fragilis valt toe te wijzen, AMNH 680, heeft een geschatte lengte van 9,7 meter. Madsen beschreef in 1976 een aantal fragmenten die een volledige reeks zouden tonen van dieren die wel tot dertien meter lang zouden zijn geworden. Dat zou dan aansluiten bij het holotype van Epanterias, AMNH 5767, dat tegenwoordig op 12,1 meter geschat wordt. Aangezien verder de verschillen gering zijn, zou dit geslacht dus slechts een uitzonderlijk groot individu van A. fragilis betreffen. Saurophaganax, OMNH 1708, is dan nog wat kleiner met 10,9 meter, maar duidelijk in vorm verschillend, een reden voor veel onderzoekers om dit als een apart geslacht te zien. Schattingen voor Allosaurus van vijftien meter die soms in boeken opduiken zijn gebaseerd op een oude, te hoge schatting voor Saurophaganax. Ook met twaalf à dertien meter zou Allosaurus echter de grootste goed bekende theropode uit het Jura zijn en de latere Tyrannosaurus in grootte benaderen. De heuphoogte was daarbij ongeveer drie meter. Omdat de rug horizontaal gehouden werd, stak de kop daar niet ver bovenuit. Doordat het dijbeen niet sterk naar achteren getrokken kon worden, kon het dier zich alleen oprichten als het door de knieën ging om te hurken; het hoofd kon ook dan niet hoger gehouden worden dan vier à vijf meter.
Ook de gewichtsschattingen variëren. Een jongvolwassen exemplaar van zes meter woog nog geen halve ton en het modale gewicht, overeenkomend met exemplaren van acht meter, is op een ton geschat. Big Al, 7,5 meter lang, is via computersimulatie echter op een relatief zware anderhalve ton bepaald. AMNH 680 is op ongeveer 2,3 ton geschat. AMNH 5767 moet een vier à vijf ton hebben gewogen; door zijn elegantere bouw en relatief lange staart woog hij een paar ton minder dan een tyrannosaurus van dezelfde lengte.

### Onderscheidende kenmerken
Het is lastig gebleken onderscheidende kenmerken van A. fragilis vast te stellen. In 2020 gaf Chure acht van zulke kenmerken van A. jimmadseni. In zijaanzicht doorboort een rij aderopeningen de binnenste onderwand van het bovenkaaksbeen in de uitholling rond de fenestra antorbitalis. De achterste tak van het bovenkaaksbeen is recht waar die het jukbeen raakt. De buitenste bovenrand van het neusbeen is samengeknepen tot een lage kam die van de praemaxilla tot het traanbeen doorloopt. Het achterdeel van de bovenkant van het neusbeen is komvormig, een middelste verheffing vormend aan de zijde van het contact met het voorhoofdsbeen. De hoorn van het traanbeen is hoger dan bij A. fragilis. Het jukbeen heeft een relatief rechte onderrand en in bovenaanzicht een recht of licht gebogen profiel. Het antarticulare is een duidelijk ontwikkeld apart element. Het intercentrum van de draaier is naar boven gedraaid en heeft in zijaanzicht een plaatvormige rand.

### Schedel

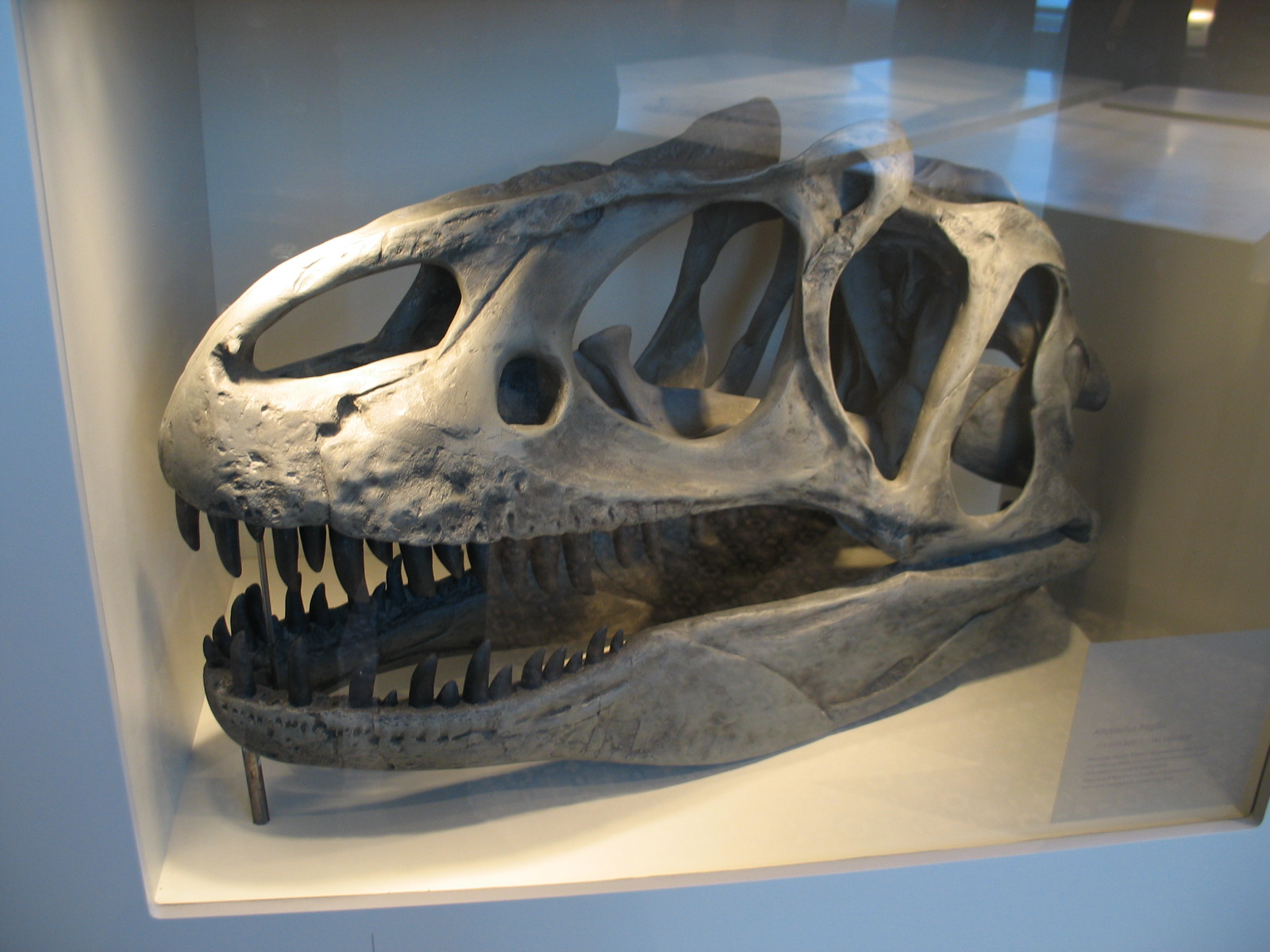
De schedel van Allosaurus is een holle en lichte constructie

De schedel van Allosaurus is een lichte, maar stevige constructie, iets langer dan een tiende van de totale lichaamslengte, terwijl die verhouding bij een robuustere vorm als Tyrannosaurus op een achtste ligt. Van de schedel wordt het grootste gedeelte van het volume ingenomen door luchtholten en het gewicht wordt verder verminderd door grote schedelopeningen: behalve de oogkas, vooraan de fenestra antorbitalis en het neusgat en achteraan de slaapvensters. Die holten en vensters werden bij het levende dier grotendeels gevuld door spieren die dus, anders dan bij zoogdieren, voor een belangrijk deel intern, binnen de schedel, lagen in plaats van als een laag erbovenop. De krachten die deze spieren uitoefenen, weerstaat de constructie op een efficiënte wijze door alleen de krachtlijnen te versterken, terwijl minder belaste delen lege vensters geworden zijn. Zo wordt een optimale gewicht-sterkte-verhouding bereikt. Er is ook wel verondersteld dat er sprake zou zijn van een zekere beweeglijkheid, kinesis, tussen de schedeldelen, maar dit is omstreden.

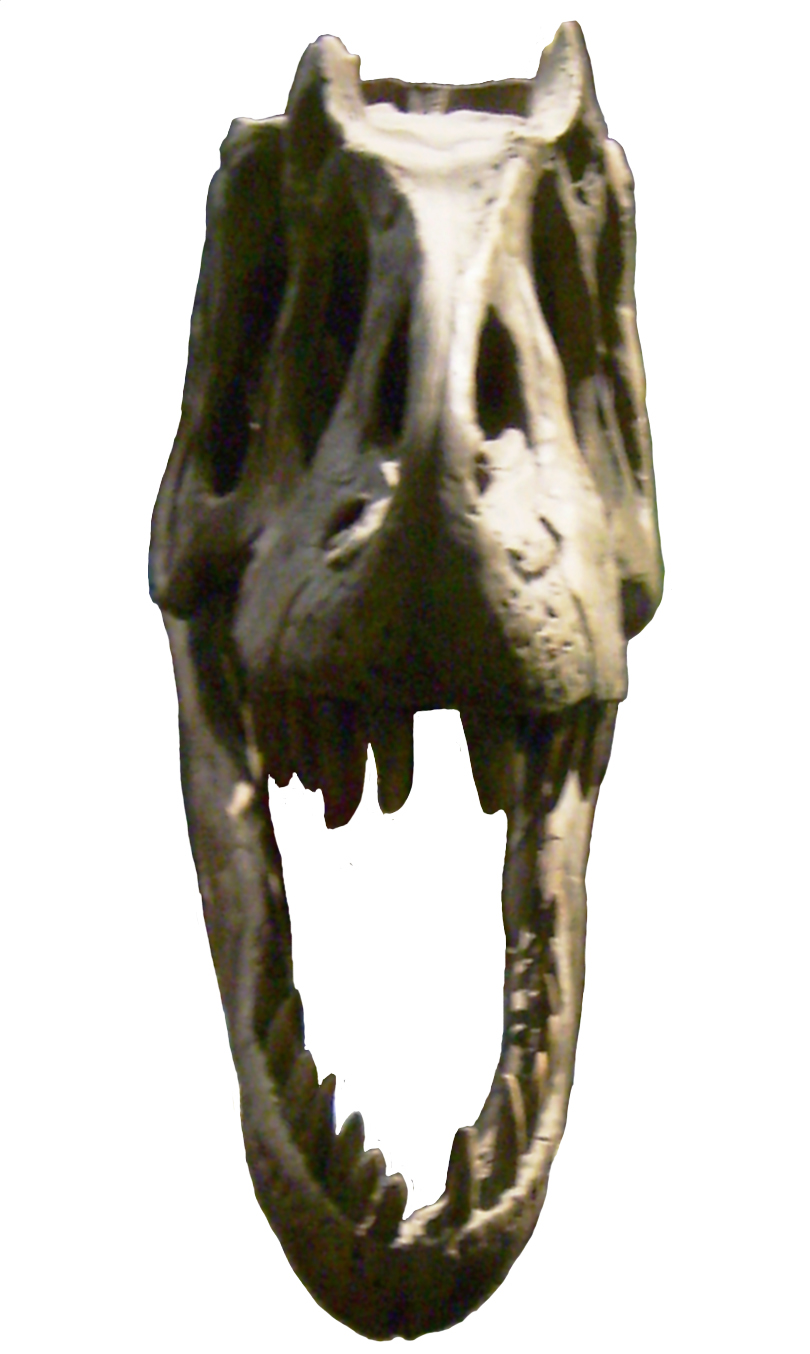
Van voren bezien, valt pas goed op hoe smal de kop van Allosaurus was

De schedel is langwerpig, iets afgeplat met een licht bollend bovenprofiel en vooral erg smal. De voorkanten van snuit en onderkaken zijn afgerond, maar niet erg breed. Naar voren toe loopt de schedel spits af en de snuit heeft overdwars een min of meer driehoekige doorsnede, hoewel de bovenkant ervan niet spits is, maar een platte langwerpige driehoek vormt, gevormd door de neusbeenderen en begrensd door scherpe opstaande beenrichels. Voor de oogkas bevindt zich een delicaat omhoog krommende kleine beenkam, een uitgroeisel van het traanbeen. Zulke kammen komen voor bij veel theropoden uit het Mesozoïcum en hun functie is niet geheel zeker. Vermoedelijk dienden ze, daartoe wellicht felgekleurd, als signaal bij de communicatie met soortgenoten. Misschien drukten ze ook een sekseverschil uit of werden als ongevaarlijke wapens bij gevechten om de rangorde gebruikt. Ze zouden ook als doel gehad kunnen hebben de geslachtsrijpheid te uiten. James Madsen, die schreef in een periode dat het sociaal gedrag van dinosauriërs minder op de voorgrond trad, gaf in 1976 een meer fysieke verklaring: de kam zou voorkomen hebben dat de zon hinderlijk in het oog scheen of, omdat er de voorkant een opvallende uitholling heeft, het bot hol is en de wanden dun zijn, de behuizing gevormd hebben voor een zoutafscheidende traanklier. Een kleinere kam is er achter het oog. De kammen en de richels op de snuit waren vermoedelijk verlengd door hoornschachten zodat ze nog meer in het oog sprongen.

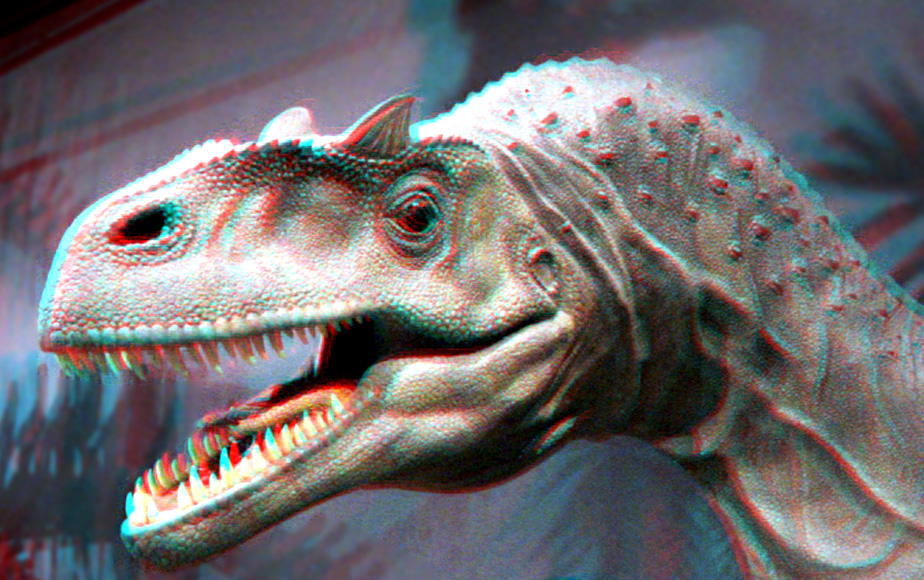
De nekspieren bolden boven de kop uit (stereofoto)

In de snuit draagt de praemaxilla vijf tanden, die een D-vormige doorsnede hebben, welke echter veel minder geprononceerd is dan bij de Tyrannosauridae. Het daarachter liggende bovenkaaksbeen of maxilla draagt veertien tot zeventien tanden, afhankelijk van individuele variatie, niet de leeftijd. De tanden zijn afgeplat, naar achteren gebogen en gekarteld. Ze werden permanent gewisseld, vervangen door nieuwe tanden die steeds in de kaak in aangroei waren. In de maxillae bevindt zich een stelsel van luchtholten dat uitgebreider is dan bij vergelijkbare theropoden. Madsen veronderstelde dat het diende als uitbreiding van het reukorgaan van de zelf vrij korte neusholte of wellicht plaats bood aan een speciaal zintuig zoals het Orgaan van Jacobson dat van huidige reptielen bekend is. De neusgaten zijn vrij groot en langwerpig. De lange neusbeenderen lopen achteraan over in de kortere voorhoofdsbeenderen. Die laatste waren volgens Madsen via een soort 'mesokinetisch' gewricht met het wandbeen en het os laterosphenoideum verbonden zodat de hele snuit iets met de achterkant van de schedel kon scharnieren; recent onderzoek heeft deze functie betwijfeld. De wandbeenderen ontmoeten elkaar in een lage middenkam; achteraan lopen ze uit in een hogere dwarse kam die de aanhechting vormt voor de krachtige nekspieren die vermoedelijk boven de kop uitbolden. Aan beide zijden van de kam zijn de wandbeenderen wat uitgehold boven de hersenpan; Madsen vermoedde dat dit diende ter afkoeling van het brein. De onderkant van de hersenpan is een samensmelting van vele beenderen en loopt naar voren en beneden over in een gewelfd verhemelte. Van Allosaurus is een natuurlijk afgietsel van de hersenen bekend, UUVP 294 geprepareerd door Madsen; het heeft een lengte van zeventien centimeter. In 2023 behandelde een studie nog meer afgietsels.
Het postorbitale vormt een tweede kammetje achter de oogkas; het heeft geen uitsteeksel ter ondersteuning van het oog waardoor dit in een hoge positie gedwongen zou worden en Madsen merkte op dat het oog van Allosaurus zo wel tweemaal de doorsnede zou kunnen hebben als dat van Tyrannosaurus; meestal wordt echter aangenomen dat dit in feite niet het geval was, het hoog stond en in absolute zin weliswaar groot, maar relatief klein was. Achter het postorbitale bevindt zich een langwerpig onderste slaapvenster. Onderaan is het verbonden met het jukbeen dat vooraan weer het bovenkaakbeen en het traanbeen raakt. De achterrand van het onderste slaapvenster wordt gevormd door het squamosum dat zwak verbonden is met het hecht samengegroeide quadratum en quadratojugale; Madsen vermoedde hier weer een zekere beweeglijkheid. Het hellende quadratum vormt het gewricht met de onderkaak.

### Onderkaken

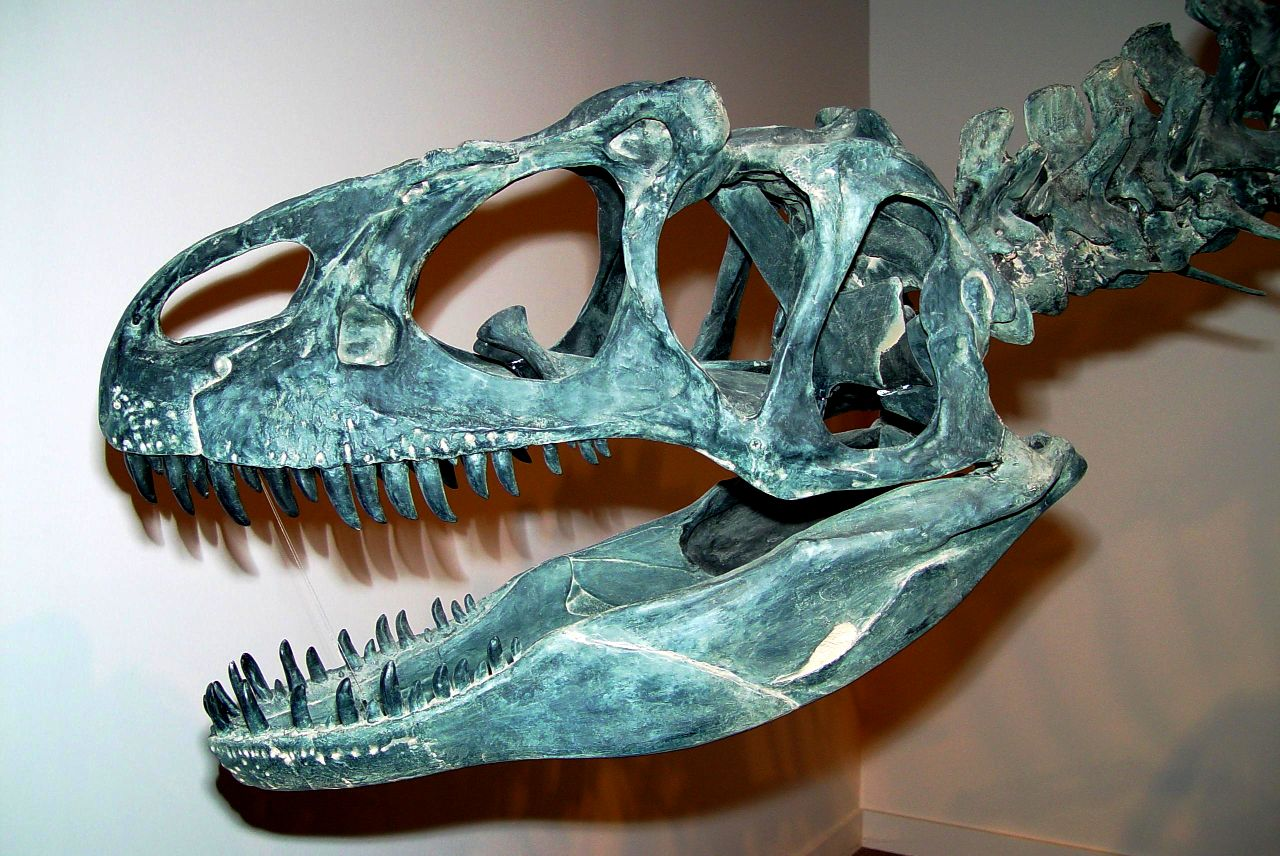
In dit afgietsel zijn de afzonderlijke beenderen door witte voegsels beter zichtbaar gemaakt

Iedere onderkaak bestaat uit negen samenstellende botten en is vooraan via een smal raakvlak verbonden met zijn wederhelft; vermoedelijk stonden verbindende pezen een bepaalde kinesis toe. Het hoofdbot is het dentarium dat veertien tot zeventien tanden draagt. Het maximumaantal tanden bij Allosaurus fragilis is dus 78. Volgens Chure is een onderscheidend kenmerk van A. jimmadseni dat die tot negentien tanden in de onderkaak kan hebben. Achteraan is het dentarium bedekt door het dunne spleniale; beide omvatten de voorste punt van het angulare waarboven zich het belangrijkste bot van de achterkant bevindt, het surangulare. Aan de binnenkant bestaat de onderkaak uit drie botten, van voor naar achteren het intercoronoïde, het coronoïde en een bot dat volgens Madsen uniek was voor Allosaurus, een nieuwvorming, het antarticulare, waarvan het bestaan in 2020 door Chure bevestigd werd. Meer onderaan de binnenkant bevindt zich het prearticulare. Het kaakgewricht wordt gevormd door het articulare. 

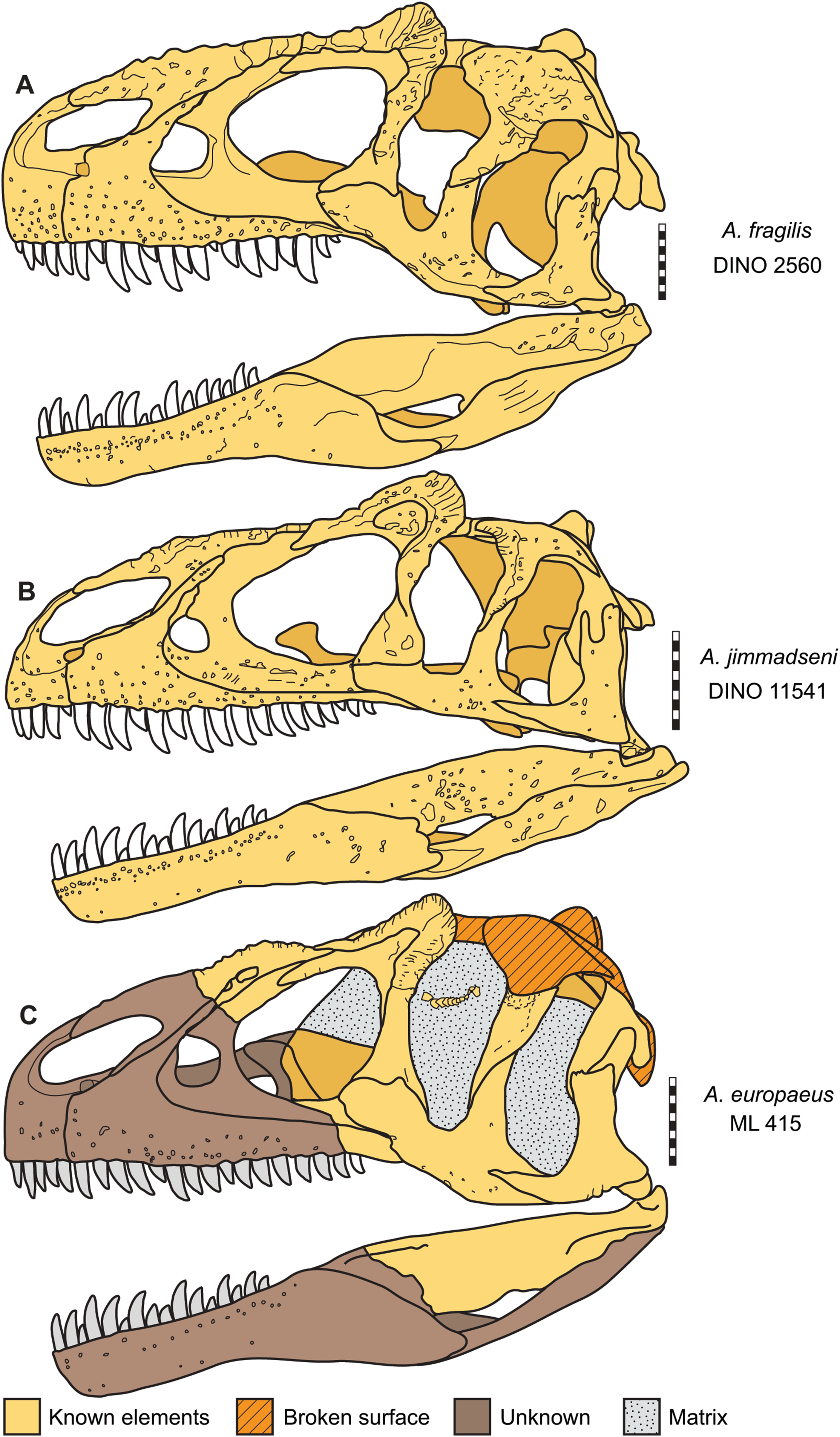
De schedel van de drie soorten die Chure erkent vergeleken

Bij vele andere theropoden heeft de onderkaak in de traditionele opvatting, gebaseerd op het werk van Jan Versluys, een middengewricht, gevormd door een losse verbinding tussen het dentarium en speniale aan de voorkant en het angulare en surangulare aan de achterkant. Iedere zijde van de mandibula, het geheel van onderkaken, kan zo naar buiten buigen of klappen. Bij het bijten trekt dit de voorkant naar binnen zodat het voedsel sneller het keelgat ingaat en verbreedt dit de muil zodat grotere brokken verzwolgen kunnen worden. Door de puntige vorm van het raakvlak bij Allosaurus betwijfelde Madsen echter dat het veel beweging toe zou staan; tegenwoordig wordt door sommige onderzoekers het hele bestaan van zo'n middengewricht ontkend. De onderkaak is van binnen hol; een spier, de musculus pterygoideus anterior, was bij het levende dier verankerd aan de binnenkant van de snuit en liep door een venster in het verhemelte naar een gat aan de binnenkant van de onderkaak waar de verankerende pees door het surangulare heen tot in het holle dentarium reikte. Een tweede spier die de kaak sloot, de musculus pterygoideus posterior, was ook bovenaan verankerd aan de schedel maar liep langs de binnenkant van de onderkaak, ging eronderdoor en wikkelde zich om het angulare, de hoek van de kaak, heen om bovenaan de buitenkant van de onderkaak zijn aanhechting te vinden. Extra bijtkracht werd verschaft door een derde laag die vanaf het wandbeen achter de slaapvensters liep en naast de pterygoideus anterior in de holle kaak bevestigd was. De schedelvensters waren dus niet alleen gewichtsbesparend, maar dienden ook ter vergroting van de aanhechtingsvlakken.

### Postcrania
De skeletdelen achter de schedel, de postcrania, verschillen het minst van de algemene bouwwijze van de theropoden. Volgens Madsen zijn er negen halswervels, veertien ruggenwervels, vijf sacrale wervels en 48 tot 51 staartwervels; dat laatste aantal zou gevarieerd hebben met de leeftijd. Sommige andere onderzoekers tellen tien halswervels, waarbij dan welke Madsen als de voorste ruggenwervel zag de achterste halswervel wordt. Aan de andere kant heeft de negende halswervel ook kenmerken van de ruggenwervels. Het aantal staartwervels is niet geheel zeker en zou zo laag kunnen zijn geweest als 45. De voorste wervels zijn tot en met de vierde ruggenwervel opisthocoel: de wervelcentra zijn hol van achteren. Dezelfde voorste wervels zijn ook hol van binnen en zelfs gepneumatiseerd: via pneumatische fenestrae, gaten in het been, drongen uitlopers van de luchtzakken het bot binnen; Madsen zag dit al als een aanwijzing dat Allosaurus warmbloedig was. De achterste ruggenwervels zijn voor en achter recht afgeplat, de staartwervels zijn aan beide zijden hol. De vorm van de wervels weerspiegelt de relatieve beweeglijkheid van de verschillende delen van het lichaam. De smalle romp is door de platte wervelcentra een stijve constructie die nauwelijks kan buigen. De lichte bolling van de rug en huidverbeningen, gastralia of buikribben, aan de onderkant vergroten de stijfheid nog. Hij vormt een stabiel platform voor de zeer flexibele nek. Die staat normaal gebogen in een S-vorm; de halswervels zijn zo wigvormig afgeschuind dat het vermoedelijk zelfs onmogelijk is deze helemaal te strekken. Ook de staart is buigzaam: dezelfde spier die een dijbeen naar achteren trekt doet de staart aan die zijde naar buiten zwaaien wat het lichaam automatisch in evenwicht brengt.

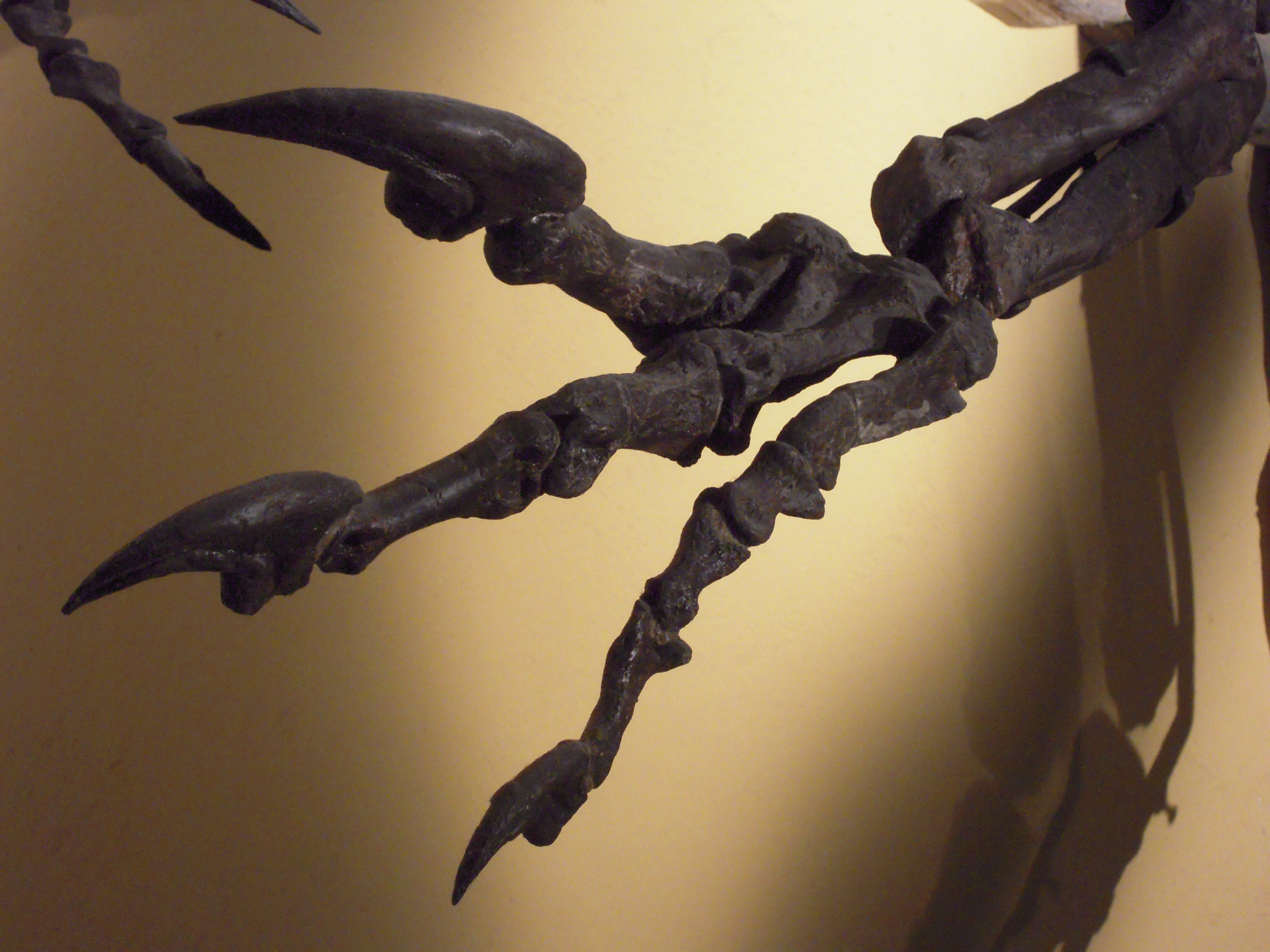
Bij strekking kwam de "duimklauw" boven het niveau van de andere vingers uit

Het schouderblad is langwerpig met een versmalde schacht. Onderaan verbreedt het en is hecht verbonden met het ravenbeksbeen waarmee het het schoudergewricht vormt. Boven de borstbeenderen bevindt zich een klein vorkbeen of furcula dat door Madsen nog aangezien was voor een buikrib. Het opperarmbeen is krachtig gebouwd en gepneumatiseerd. De ellepijp is wat gebogen en staat geen sterke rotatie van het spaakbeen toe. Pronatie van de onderarm, het naar de grond toekeren van de hand, is daarmee onmogelijk en de 'handpalmen' staan steeds naar elkaar gericht, gereed om een prooi te omvatten. De formule van de vingerkootjes is 2-3-4-x-x. De eerste vinger, de 'duim', draagt een krachtige lange klauw die als steekwapen gebruikt kan worden. Het gewrichtsvlak van deze vinger met zijn relatief korte en brede middenhandsbeen staat namelijk iets schuin en bij het strekken wordt de klauw buiten het vlak van de hand geheven zodat hij onbelemmerd diep in een vijand of prooi gedreven kan worden. De tweede vinger is ook krachtig, maar de klauw is minder groot en krommer. De derde vinger is veel kleiner; vinger vier en vijf zijn volledig gereduceerd en dus afwezig. De arm van Allosaurus was, anders dan bij de latere Tyrannosauridae, duidelijk nog een volledig functioneel orgaan, maar wel te kort om een rol te spelen in de voortbeweging, waarvoor alleen de achterpoten dienden.

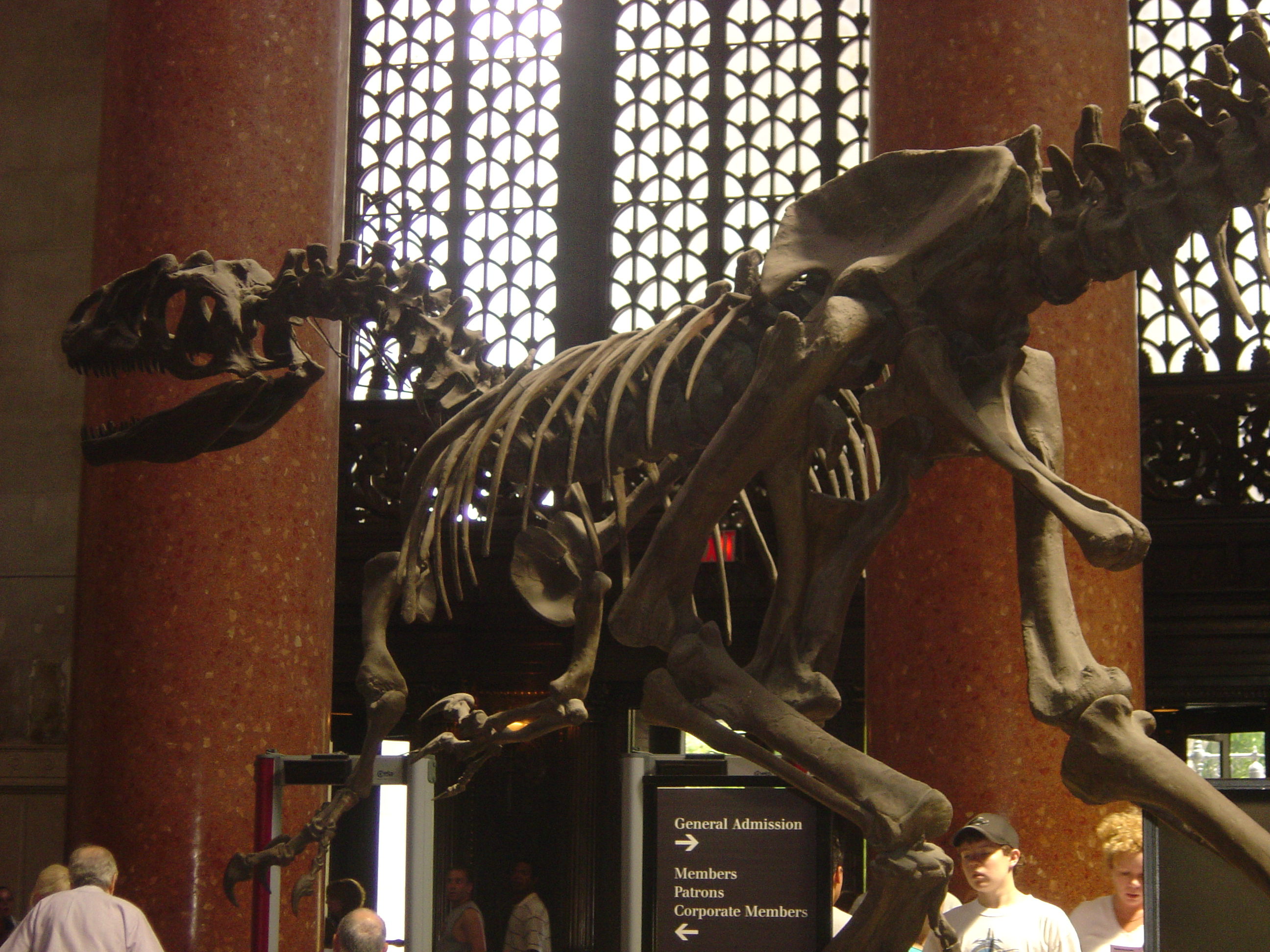
Bij dit exemplaar zijn de ossa pubis vergroeid

In het bekken is het darmbeen een lange, rechthoekige, hol gebogen, plaat die het aanhechtingsvlak vormde voor spieren die het dijbeen bewogen en andere die het onderbeen bewogen. Het bovenbeen zag er dus niet uit als een cilinder, maar als een driehoekig vlak. Het darmbeen is ook de bovenkant van een open heupgewricht. Het darmbeen is onderaan vergroeid een schuin naar voren stekend schaambeen of het os pubis dat een verbreed uiteinde heeft waar het met zijn tegenhanger is verbonden. Bij ongeveer de helft van de exemplaren waren de ossa pubis echter niet vergroeid; Madsen dacht dat dit de wijfjes waren waarbij het hormoon relaxine, dat bij huidige gewervelden het bekken losser maakt voor geboorte en leg, tot een verslapping van de verbinding zou hebben geleid. Het schaambeen is weer vergroeid met een naar achteren stekend zitbeen; vóór hun verbinding heeft het os pubis niet het gebruikelijke gat, een foramen obturatorium, maar slechts een uitholling; Madsen zag deze incisura obturatoria als een diagnostisch kenmerk van het geslacht. Ook het slanke zitbeen of os ischii raakt aan zijn verbrede uiteinde zijn tegenhanger; de ischia zijn echter niet vergroeid.

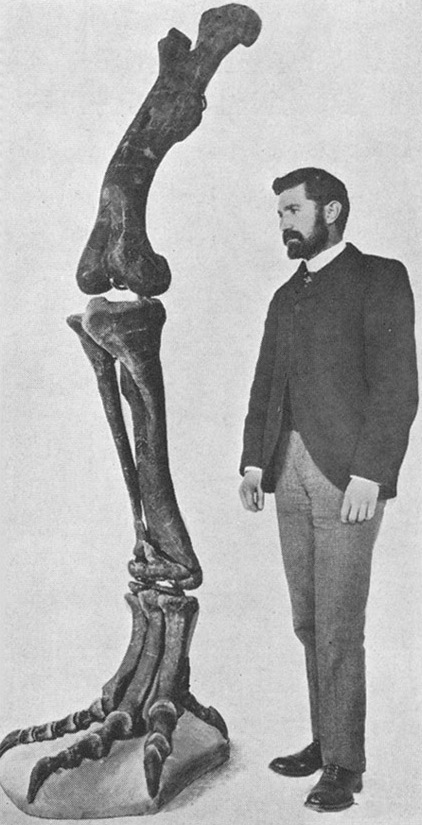
Een rechterachterpoot naast Jacob Lawson Wortman

Het heupgewricht staat het dijbeen slechts een retractie toe tot een ongeveer verticale positie. Doordat de knie echter steeds gebogen werd gehouden — het zou ontwricht worden door een poging de achterpoot te rechten — stak het onderbeen in die positie ver naar achteren zodat een aanzienlijke staplengte mogelijk was. Ook de hiel was steeds gebogen en van de voet raakten alleen de tenen de grond; Allosaurus was dus geen zoolganger. De hele achterpoot is dus ingericht om te rennen, hoewel hij niet zo extreem lang is als bij de Tyrannosauridae. Allosaurus was waarschijnlijk tamelijk snel. Zelfs de grootste exemplaren waren vermoedelijk in staat om dertig km/u te halen; de veel lichtere jongvolwassen dieren moeten met vijftig km/u of meer hebben kunnen rennen. Het dijbeen is robuust gebouwd; zoals bij alle dinosauriërs maakt de dijbeenkop een hoek met de schacht zodat de achterpoot recht onder het lichaam staat en slechts in één vlak van voor naar achter kan bewegen. Het rechte scheenbeen heeft ongeveer zevenentachtig procent van de lengte van het dijbeen. Het is onderaan verbreed en daar van voren overgroeid door het sprongbeen; die overgroeiing heeft onderaan een uitholling die Madsen zag als een diagnostisch kenmerk van het geslacht. Het scheenbeen sluit nauw aan bij het kuitbeen en het calcaneum. De kuit moet een krachtige spiermassa geweest zijn die de voet strekte. De onderste enkelbeenderen zijn niet vergroeid met de middenvoetsbeenderen. De middenvoetsbeenderen zijn ook onderling niet vergroeid hoewel de middelste drie nauw aaneensluiten. In de voet dragen de middelste drie tenen het gewicht; de eerste teen is kleiner en iets naar achteren gekeerd; de vijfde teen is gereduceerd tot een niet-functioneel rudiment waarvan alleen het middenvoetsbeen over is. De formule van de teenkootjes is 2-3-4-5-x. De tenen dragen gekromde klauwen die niet zeer scherp zijn doordat ze bij het lopen versleten.

### Weke delen

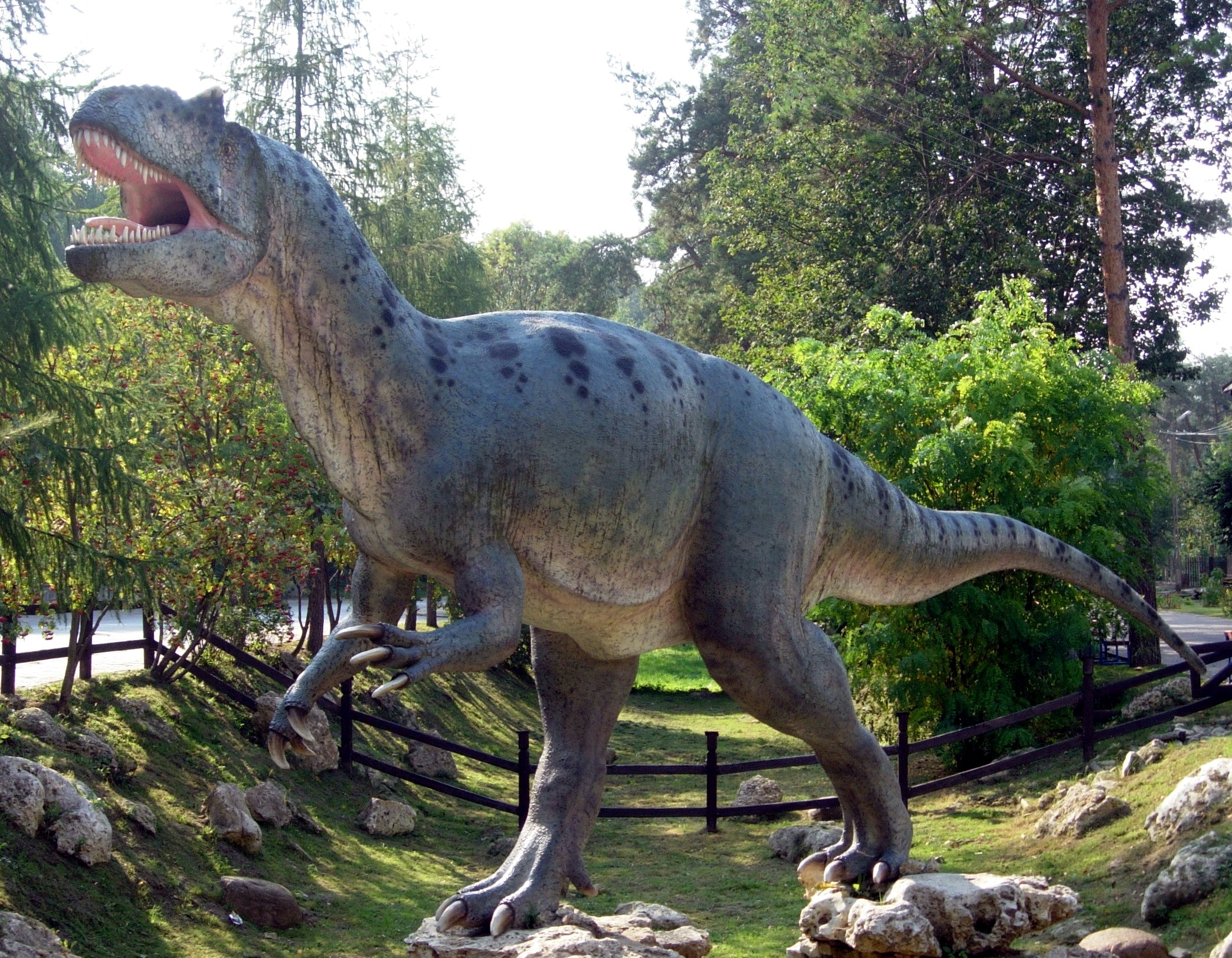
Allosaurus in den vleze

Van de weke delen van Allosaurus is weinig bekend. De pneumatisering van de voorste wervels wijst erop dat een luchtzaksysteem aanwezig was, net als bij de huidige vogels. Daarin zijn de longen stijf en hebben een aparte in- en uitgang, zodat luchtzakken de lucht in één richting door de longen kunnen pompen wat de gaswisseling sterk verbetert. De superieure zuurstofvoorziening die dit oplevert, wordt meestal als een sterke aanwijzing gezien voor een verhoogde stofwisseling en daarmee endothermie of warmbloedigheid. Volwassen dieren waren groot genoeg om in een warm klimaat met alleen hun lichaamsmassa op temperatuur te blijven; de jonge dieren waren daartoe wellicht voorzien van een primitief verenkleed. Daarvoor ontbreekt echter direct bewijs en ook de positie van Allosaurus in de stamboom levert geen sterk indirect bewijs op omdat alle gevederde dinosauriërs latere aftakkingen vertegenwoordigen, tenzij uit Tianyulong afgeleid wordt dat alle dinosauriërjongen bevederd waren. In ieder geval raakte het dier zo'n bevedering al snel kwijt want van vrij kleine exemplaren zijn stukken huidafdruk gevonden die kleine, niet-overlappende, bolle schubben tonen met een doorsnede van twee à drie millimeter. Zulke schubben zijn ook van andere dinosauriërgroepen bekend. Voor de kleur van de schubben zijn opnieuw geen aanwijzingen gevonden; er bestaat een traditie het dier in afbeeldingen een groene kleur te geven, maar okergeel, bruin en grijs zijn ook plausibele schutkleuren. Misschien hadden de schedelkammen een afwijkende felle gele of rode signaalkleur, hoewel het voor een grote vleeseter niet eenvoudig zal zijn geweest daarvoor het nodige pigment te verwerven: bij huidige reptielen en vogels maakt het lichaam die kleuren niet aan en wordt de kleurstof caroteen opgenomen door planten en geleedpotigen te eten.

## Fylogenie
Allosaurus werd in 1878 door Marsh een eigen familie toegekend, de Allosauridae. In 1882 echter deelde Henri-Émile Sauvage hem in bij de Megalosauridae wat hetzelfde jaar nog door Marsh aanvaard werd. Tot in de jaren tachtig van de twintigste eeuw zou dit een gebruikelijke classificatie blijven, hoewel Marsh zelf dat in 1895 veranderde in de Dryptosauridae. Allosaurus werd zo samengevoegd met, vermeend aparte, verwante vormen als Creosaurus, Epanterias en Labrosaurus en omdat het geslacht zelf uit verschillende soorten werd geacht te bestaan, was ook de groep Allosauridae, of naar keuze de tak binnen de Megalosauridae waartoe Allosaurus behoorde, soortenrijk. Allosaurus maakte aldus deel uit van de ruimere Carnosauria waarin alle grote theropoden verzameld waren en zou dicht gestaan hebben bij de stamlijn naar de latere reusachtige Tyrannosauridae.
Vanaf de jaren zestig zouden de inzichten echter sterk veranderen. Allereerst werd begrepen dat Allosaurus weinig met de Megalosauridae van doen had. Edwin Colbert bracht hem in 1969 weer bij een Allosauridae onder, daarin gevolgd door Madsen in 1976. Daarna werd duidelijk dat de traditionele Carnosauria een polyfyletische samenvoeging geweest waren van allerlei niet nauw verwante groepen. Er werd een nieuwe definitie van dit begrip gegeven, die ertoe leidde dat Allosaurus wel een carnosauriër bleef, maar de Tyrannosauridae niet, omdat die zich apart vanuit kleine Coelurosauria ontwikkeld bleken te hebben. In de jaren zeventig was de soortenrijkdom van de Allosauridae nog toegenomen doordat allerlei vormen, in andere werelddelen dan Noord-Amerika gevonden, erin geplaatst werden. In de jaren negentig echter werden nieuwe groepen ontdekt waarin zulke wat ruimere verwanten van Allosaurus terechtkwamen: de Sinraptoridae en de Carcharodontosauridae. Daardoor werd Allosaurus binnen de Allosauridae steeds eenzamer. Creosaurus en Labrosaurus waren al in het begin van de twintigste eeuw aan Allosaurus gelijkgesteld en de meeste onderzoekers dachten dat dit ook met Epanterias moest gebeuren. Andere nauwe verwanten zijn nooit ontdekt met uitzondering van Saurophaganax, het enige geslacht waarmee Allosaurus tegenwoordig de Allosauridae deelt. Aan een nog engere Allosaurinae die Paul in 1988 voorstelde, bleek dan ook geen behoefte.
Het is niet bekend wat de directe vooroudersoort van Allosaurus was en ook niet wanneer Allosaurus uitstierf. Als A. jimmadseni een valide soort is, moet hij zich kort voordat de soort opduikt van A. fragilis hebben afgesplitst. Het is mogelijk dat dit proces van soortvorming voortgezet werd door latere splitsingen van een of beide soorten, maar ook dat is onbekend.

## Levenswijze

### Habitat

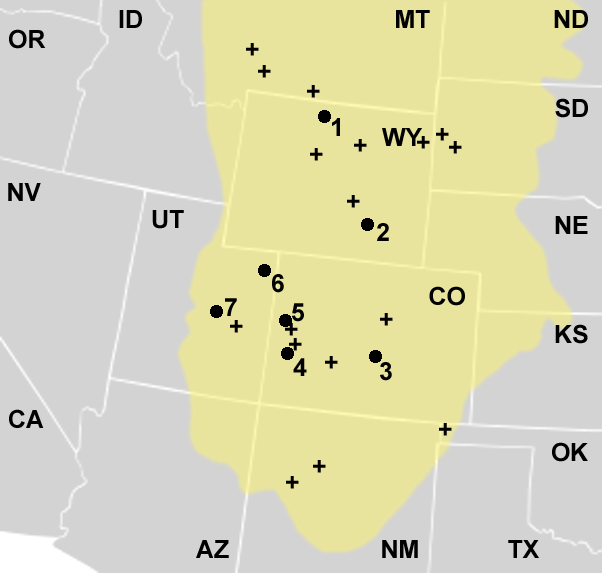
De vindplaatsen van Allosaurus

Allosaurus is in de 150 miljoen jaar oude lagen van de Morrison-formatie teruggevonden in een relatief beperkte zone in het midden van de Verenigde Staten. Het is waarschijnlijk dat hij in een veel ruimer gebied voorkwam, maar hij had vermoedelijk geen wereldwijde verspreiding: Allosaurus tendagurensis uit Afrika behoorde in feite niet tot het geslacht en hetzelfde geldt voor de 'dwergallosaurus' uit Australië die daarbij veel later leefde. De vindplaats in Portugal wijst echter op een leefgebied dat zich naar de oostkant van Noord-Amerika uitstrekte waar Iberia indertijd aan bevestigd was; dit kwam in fauna en klimaat grotendeels met de situatie in Amerika overeen hoewel het wat natter was. De habitat in Amerika had een warm en droog klimaat met duidelijk droge en natte seizoenen. Een schaars begroeide vlakte was doortrokken van kleine rivieren aan de oevers waarvan de plantengroei wat weelderiger was. Deze vegetatie bestond uit varens, coniferen, zaadvarens, palmvarens en Cycadeoidales. Daarmee voedde zich een aanzienlijk aantal grote planteneters, alle ook dinosauriërs. Sommige daarvan waren niet echt reusachtig, zoals de snelle tweevoetige Dryosaurus en Camptosaurus. Langzamer en groter was Stegosaurus die zich met platen en stekels kon verdedigen. Het gebied werd echter gedomineerd door gigantische sauropoden: voornamelijk Camarasaurus en daarnaast de nog grotere Apatosaurus, Brachiosaurus en Diplodocus. Sommige zeldzame soorten werden nog groter dan deze reuzen: Seismosaurus en Amphicoelias moeten tot de grootste landdieren behoren die ooit hebben geleefd. Het grootste deel van de voor roofdieren beschikbare biomassa was in de sauropoden geconcentreerd. Het is de vraag hoe die verdeeld werd want Allosaurus had ook concurrentie: behalve de verwant Saurophaganax ook Ceratosaurus, Torvosaurus en Marshosaurus. In het Mesozoïcum was meestal in eenzelfde gebied een groter aantal theropodensoorten actief. De kleinere rover Ornitholestes zal wel niet dezelfde prooien als Allosaurus bejaagd hebben, maar voor de andere theropoden is het niet geheel duidelijk wie welke niche vulde. Het antwoord hangt ook af van de toegepaste jachttactiek.

### Jachttactieken

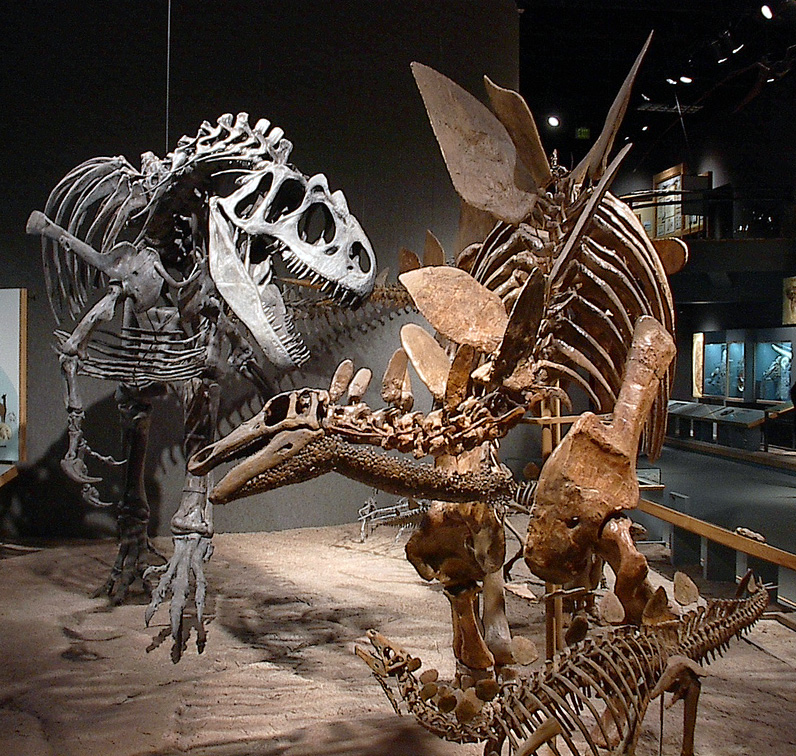
Allosaurus valt Stegosaurus aan, naar een ontwerp van Gregory S. Paul

Allosaurus was als theropode vermoedelijk warmbloedig en actief. Later onderzoek met een CT-scan van het hersenafgietsel UUVP 294 toonde gedeeltelijk de interne structuur ervan aan. De grote hersenen waren iets gezwollen, echter niet voldoende om op een speciaal grote intelligentie duiden en het is de vraag hoe flexibel het gedrag was. De evenwichtsorganen, gerangschikt in een driehoekige vorm, bleken aangepast aan snelle hoofdbewegingen, bijvoorbeeld voor het aanvallen van een prooi. Het oor kon het beste lage geluiden waarnemen, zoals de trillingen veroorzaakt door het lopen van grote prooidieren. De reukkwabben waren relatief klein, de optische lobben vermoedelijk vrij groot: zijn jachtgedrag zal dus allereerst bepaald zijn door zijn gezichtsvermogen en niet door de reuk. Veel van die eigenschappen zijn terug te vinden bij huidige vogels, die tenslotte ook theropoden zijn. Vanwege diezelfde warmbloedigheid zal de populatie relatief klein geweest zijn; een warmbloedig dier heeft namelijk veel eten nodig en dat beperkt het aantal individuen dat zich van een gegeven hoeveelheid prooidieren kan voeden. Juist de prooien die het meeste voedsel zouden opleveren: volwassen sauropoden, waren veel te groot om door een gemiddelde Allosaurus gedood te worden. Het is echter omstreden wat voor conclusie we uit dit feit mogen trekken over het jachtgedrag van Allosaurus. Volgens sommigen betekende het dat het gros van de dieren zich toelegde op kleinere prooien zoals Camptosaurus. Dat Allosaurus op snelheid gebouwd was, lijkt ook een aanpassing voor het bejagen van zulke tweevoetige Euornithopoda. Alleen oude exemplaren die een uitzonderlijke grootte bereikt hadden, van het 'Epanterias'-type, zouden zich toegelegd hebben op het aanvallen van grote sauropoden. Anderen zien echter toch een mogelijkheid voor kleinere dieren om succes te hebben in de jacht op sauropoden: samenwerken in een jachtgroep. Door met een groot aantal jagende dieren een individu aan te vallen, kon men het risico spreiden en de kans vergroten dat men door diens verdediging heen brak. Ook zou het zo eenvoudiger worden om jonge dieren van een kudde te isoleren. Dat Allosaurus verreweg de meest voorkomende theropode in zijn habitat was — schattingen variëren van 75 tot 90% — zou dan verklaard worden doordat alleen groepsjacht de belangrijkste voedselbron kon exploiteren. Een probleem met deze hypothese is dat jachtgroepen een vrij hoog vermogen tot coördinatie veronderstellen en het maar de vraag is of Allosaurus daartoe de intelligentie bezat. Direct bewijs voor zulke groepen is er niet: de opeenhoping van allosaurusskeletten op sommige vindplaatsen kan beter verklaard worden door een geleidelijke accumulatie van individuele dieren, die bijvoorbeeld afkwamen op planteneters die vast zaten in een moddergat en dan zelf verstrikt raakten of door grotere allosauri gedood werden.

Ceratosaurus was kleiner dan Allosaurus, maar had grotere tanden

De kwestie van de jachttactiek van Allosaurus hangt ook samen met diens tandvorm. De theropode Ceratosaurus had veel grotere tanden die beter geschikt lijken om grote prooien te doden — sommige fossielen van Allosaurus lijken ook lange tanden te tonen, maar dat is een illusie veroorzaakt doordat de tanden uit hun tandkas gegleden zijn. Van Ceratosaurus zijn maar weinig en daarbij tamelijk kleine exemplaren bekend, maar het kan zijn dat ook bij deze soort oude individuen tot dertien meter uitgroeiden — daarop lijkt althans de vondst van zeer grote tanden van het ceratosauriërtype te wijzen — en dat deze zeldzame reuzen de hoofdpredatoren van sauropoden waren. Daarmee vergeleken was de bijtkracht van Allosaurus niet zeer groot; een onderzoek concludeerde dat die maximaal op 2148 newton lag, minder dan bij een huidige panter. Robert Bakker heeft echter een aantal tactieken bedacht waarmee Allosaurus toch grotere grote dieren aankon. Al in de jaren zeventig wees hij erop dat theropoden door hun geheel andere lichaamsbouw een andere jachtmethode moesten hebben toegepast dan de huidige landroofdieren, zoals grote katachtigen. Die laatsten zijn viervoeters met een flexibele ruggengraat en massieve brede schedels met gespecialiseerde lange hoektanden. Ze kunnen prooien die groter zijn dan zijzelf tegen de grond werken door erbovenop te springen, zich vast te bijten en in een worsteling met behulp van hun lichaamsgewicht om te trekken waarbij hun klauwen het slachtoffer openrijten waarna het door een gerichte beet in de keel omgebracht wordt. 

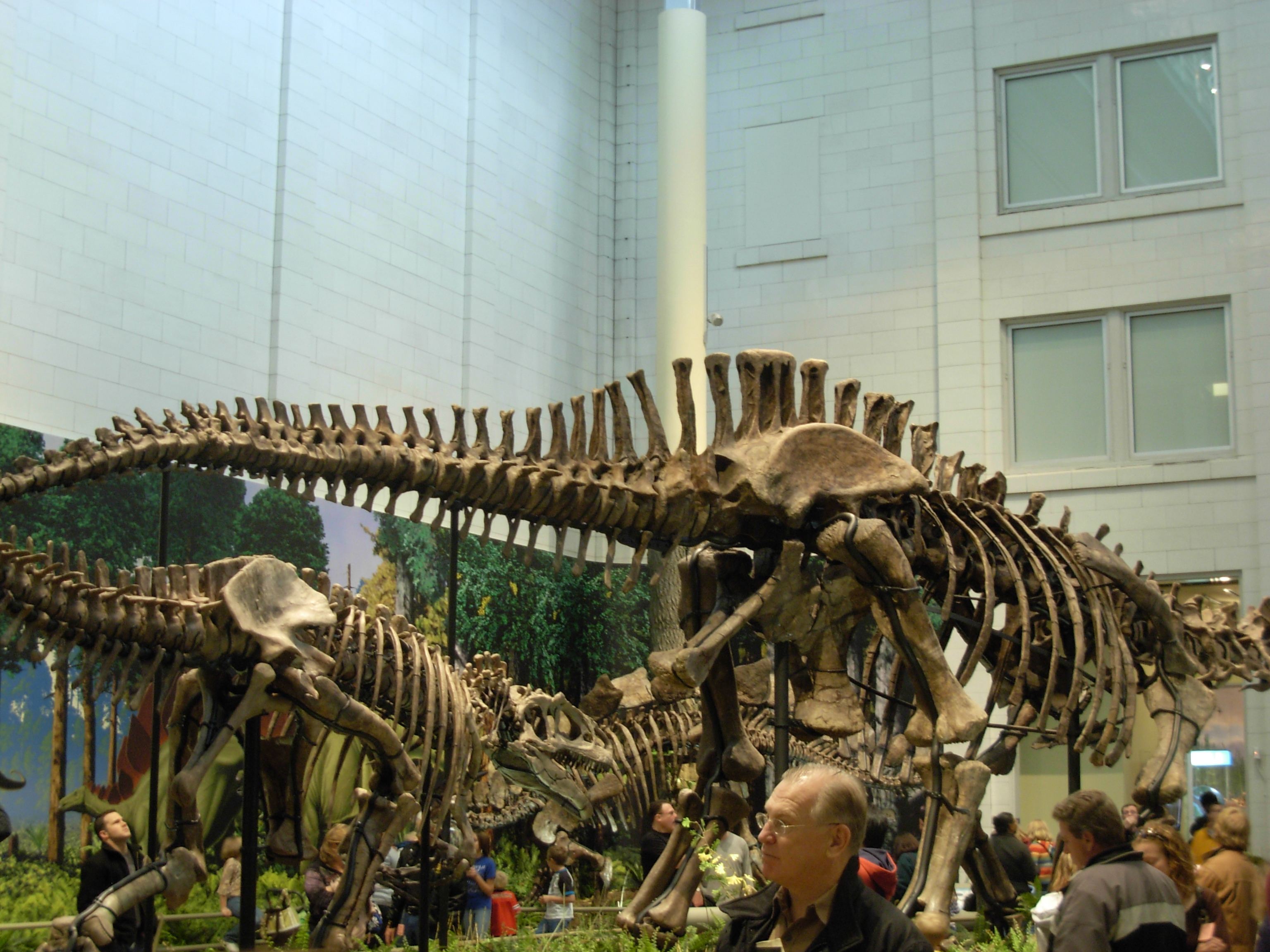
Allosaurus zou Apatosaurus schuin van achteren benaderd hebben

Theropoden daarentegen waren tweevoeters met een stijve romp en een lange licht gebouwde schedel zonder hoektanden. Hun lichaam was fundamenteel ongeschikt om een worsteling met een groot dier aan te gaan, zeker als dat enkele tientallen tonnen woog zodat het risico bestond erdoor verpletterd te worden. Met slechts twee dragende ledematen liep een theropode ook een groot gevaar zelf te vallen wat bij soorten boven de twee meter op zich al fataal zou kunnen zijn. Dat maakte ook de toch al botte teenklauwen ongeschikt voor de aanval. Volgens Bakker zouden zulke roofsauriërs juist hun afstand bewaard hebben. Door hun snelheid en beweeglijkheid konden ze zich gemakkelijk naast hun prooi manoeuvreren. Hun romp werkte dan als een stabiel platform van waaraf de flexibele nek zijwaarts kon toeslaan. Daarbij was het de bedoeling het contact met het slachtoffer zo kort mogelijk te laten duren; de korte tanden voorkwamen dat de kop niet meer los kon komen. Dat betekende ook dat een enkele tand niet veel schade kon toebrengen, maar dat werd gecompenseerd door de grote kaaklengte. Een beet met de kop zou het vlees in een enkele zagende en snijdende beweging steeds dieper openrijten. Na iedere beet versnelde de theropode om een mogelijke tegenaanval te ontwijken waarna hij zich weer liet terugvallen om opnieuw toe te slaan. Op deze wijze werden de achterpoten van de prooi net zo lang bewerkt tot de spieren ervan aan flarden lagen en het dier ineenstortte. Daarna begon de theropode zich te voeden waarbij hij, naar Bakker meende, wel niet de moeite nam de prooi vooraf te doden.

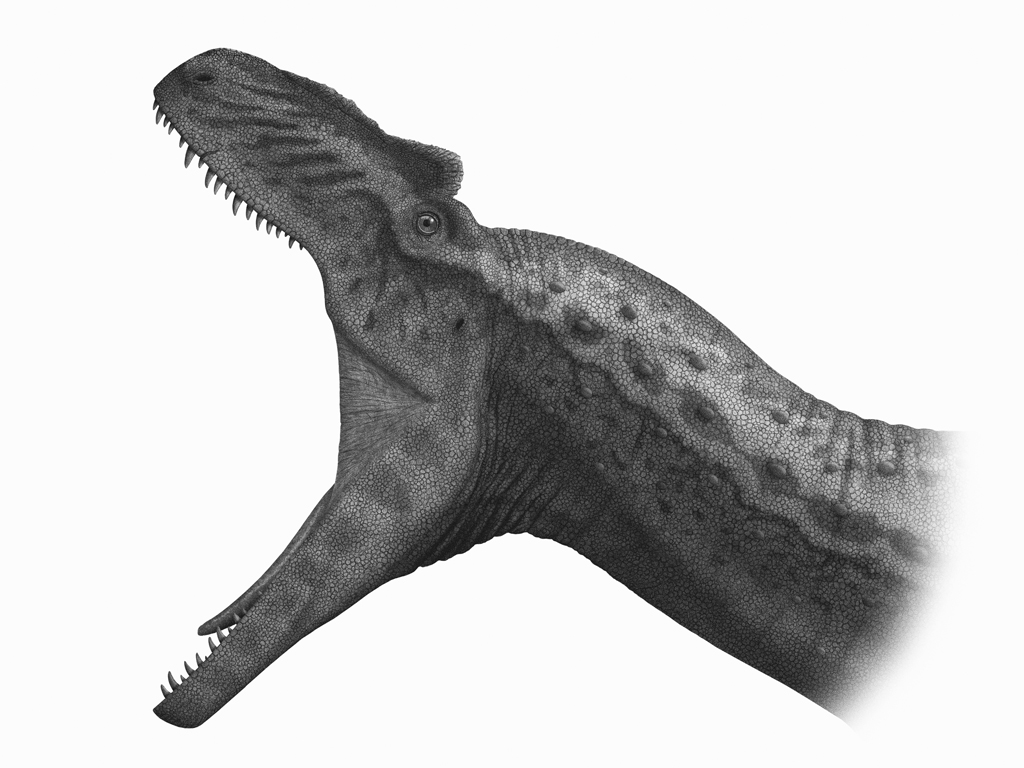
Volgens Bakker sperde Allosaurus de muil open om de schedel als een bijl in de prooi te slaan

Deze algemene jachttactiek van de theropoden zou bij uitstek ook voor Allosaurus geschikt zijn geweest, maar in 1998 opperde Bakker een nieuwe hypothese die inhield dat Allosaurus een geheel unieke methode toepaste. Bakker stelde dat het dier net zo extreem gespecialiseerd was als de latere sabeltandtijgers in het doden van zeer veel grotere prooien. Het evidente gebrek aan sabeltanden, door Bakker zelf een 'paradoxaal' kenmerk genoemd, verklaarde hij door aan te nemen dat Allosaurus zijn hele schedel in de prooi gedreven zou hebben, waarbij de rij van kleine tanden dan een snijvlak gevormd zou hebben. Dit zou ook een verklaring vormen voor het feit dat de onderkaken extreem geopend konden worden: die konden zo deze kartelrand ontbloten. Het dier zou ook speciale aanpassingen aan de nek en het achterhoofd gehad hebben om de schedel hoog te heffen en met de volle kracht van het bovenlichaam als een bijl in de prooi te slaan. De Allosauridae zouden met deze nieuwe methode een groot voordeel hebben verworven boven de Ceratosauridae en de Megalosauridae en deze verdrongen hebben naar de niche van predatoren van kleinere dieren. In 2001 leek dezelfde studie die de geringe bijtkracht berekend had, Bakkers suggestie te ondersteunen door vast te stellen dat de schedel wel enorme compressiekrachten kon weerstaan, van wel 55.000 newton. Toch heeft Bakkers tweede hypothese weinig aanhang verworven, omdat men de aanwijzingen ervoor niet duidelijk genoeg vindt. Kenneth Carpenter stelde in 2001 dat er toch een zekere worsteling met de prooi plaatsvond, waarbij Allosaurus na eerst een beet te hebben gegeven het slachtoffer met de voorpoten vastgreep, naar zich toe trok en vasthield. Dit zou alleen bij kleinere prooien mogelijk en nuttig zijn geweest. Een studie uit 2013 concludeerde dat, althans bij het eten van een op de grond liggend karkas, gezien de relatieve sterkte van de nekspieren een plukkende beweging werd gemaakt, waarbij of het hoofd stabiel werd gehouden ten opzichte van een op en neer gaande romp zich afzettend met de achterpoten, of juist de nek steeds opgetrokken werd ten opzichte van een stabiele romp. 
Direct bewijs voor een gevecht tijdens de jacht bestaat in de vorm van een allosauruswervel die door de Thagomizer, de staartstekels van Stegosaurus, doorboord is. De typische verdedigingswijze van Stegosaurus zou ontwikkeld kunnen zijn in reactie op de beweeglijke Allosaurus.

### Sociaal gedrag en voortplanting
Behalve een mogelijke samenwerking tijdens de jacht, zouden er nog andere vormen van sociaal gedrag kunnen zijn geweest. Een daarvan is het gezamenlijk verdedigen van een territorium tegen andere groepen of individuele indringers. Als Allosaurus in plaats van in groepen, solitair leefde, kunnen territoriumgevechten tussen individuen de gebruikelijkste vorm van sociaal contact zijn geweest. Veel skeletten tonen de sporen van verwondingen die door een andere roofdier schijnen te zijn toegebracht; deze zouden echter ook het gevolg kunnen zijn geweest van dominantiegevechten binnen een groep.

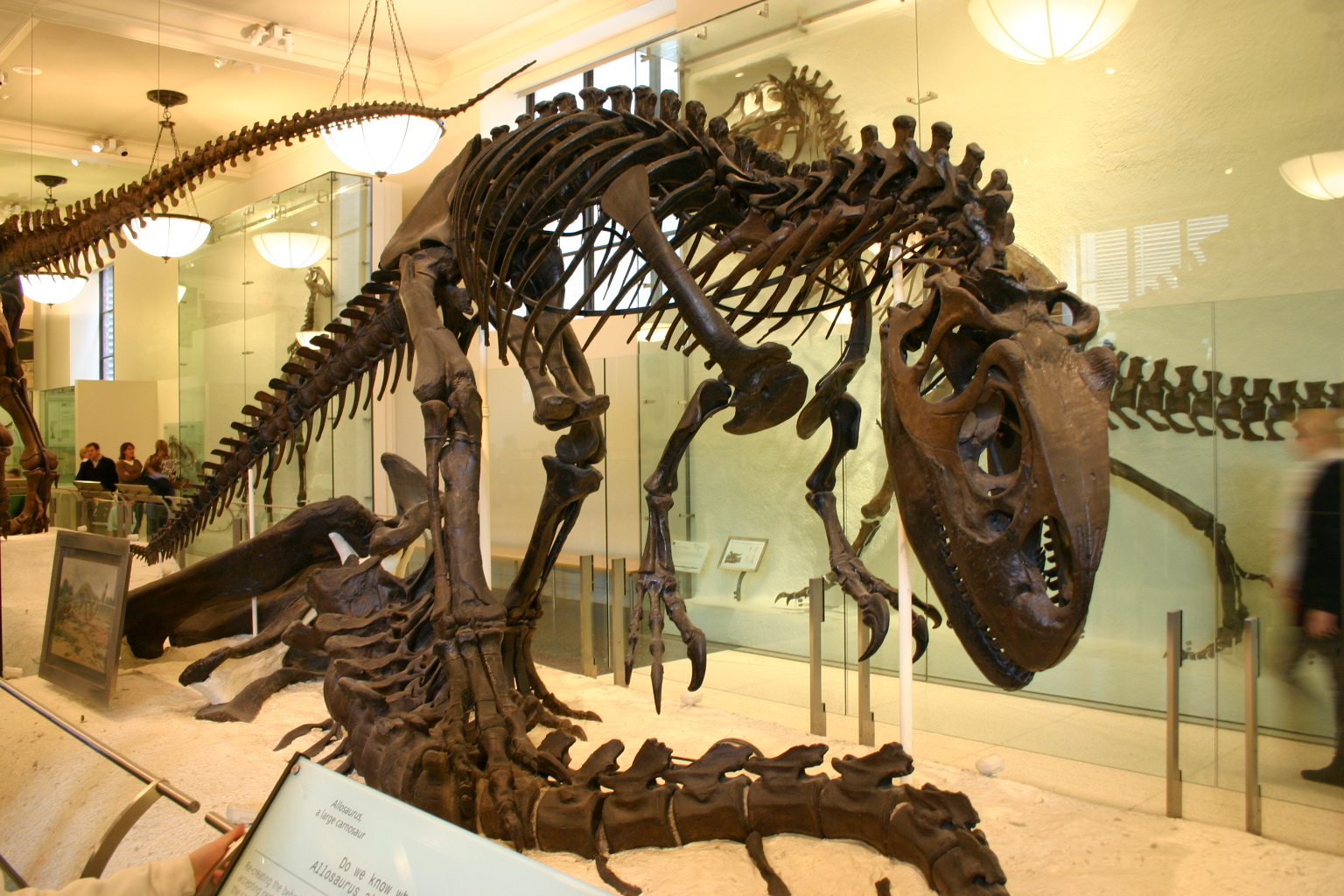
Kon Allosaurus een hele apatosaurus meeslepen?

Voor één bepaalde activiteit moesten allosauri in ieder geval contact leggen: de voortplanting. Veel direct bewijs voor hoe die in het werk ging is er niet. Broedkolonies of hele nesten zijn nooit gevonden. Wat eierschalen van theropoden zijn wegens hun grootte aan de soort toegeschreven en er zijn enkele jonge exemplaren bekend. Bakker meldde in 1997 bewijs gevonden te hebben voor collectieve broedzorg. Hij vond namelijk een locatie waar verschillende overblijfselen van dinosauriërs lagen, geen hele skeletten, maar losse botten. Daaronder waren beenderen van planteneters, maar ook van andere theropode dinosauriërs. Bakker dacht niet dat deze laatste de planteneters gedood hadden: ze zouden zelf ook prooi geworden zijn van een veel grotere dinosauriër en wel Allosaurus. Op de beenderen werden namelijk bijtsporen gevonden van een allosaurus en er werden van dat geslacht ook gefossiliseerde tanden gevonden. Daarbij waren onder de gevonden botten van prooidieren de planteneters zwaarder dan vijf ton en alleen Allosaurus achtte hij in staat zulke grote dieren te doden. Bakker nam aan dat dit alles geen toevallige opeenhoping van beenderen was, door een overstroming meegesleurd, die door een allosaurus eerder kaal gegeten waren, maar dat een of meerdere allosauri opzettelijk stukken prooi naar deze plaats hadden gebracht. Hij vroeg zich daarop af wat hiervoor de verklaring zou kunnen zijn. Het antwoord vond hij weer op de beenderen van de gedode dieren. Er zaten namelijk ook bijtsporen bij van kleinere dieren. Volgens Bakker moesten dit allosaurusjongen zijn geweest die te klein waren zelf op buit uit te gaan en daarom door de volwassenen gevoerd moesten worden. De jongen zouden dus niet na het uitkomen aan hun lot zijn overgelaten, zoals bij de meeste huidige reptielen, maar net als bij de leeuw zou een hele familiegroep eten naar een leger gebracht hebben waar de jongen, wellicht bewaakt door volwassen oppassers, veilig achterbleven. De meeste paleontologen nemen echter aan dat Bakker ook hier te vergaande conclusies heeft getrokken uit niet-eenduidige vondsten en in ieder geval het hele gebeuren te antropomorf beschreef, dus een haast menselijke houding en motieven aan Allosaurus toekende. Daarbij achtten ze het onwaarschijnlijk dat de dieren met gigantische karkassen gingen slepen; als er al van broedzorg sprake was, zullen stukken opgegeten vlees door kokhalzen aan de jongen gevoerd zijn. Problematisch aan het verhaal van Bakker is ook dat op de vindplaats mede botten van Allosaurus zijn aangetroffen, met bijtsporen van allosaurustanden. In 2020 meldde een studie sporen van een dergelijk kannibalisme, die gezien weren als tekenen van een ecosysteem dat onder druk stond. 

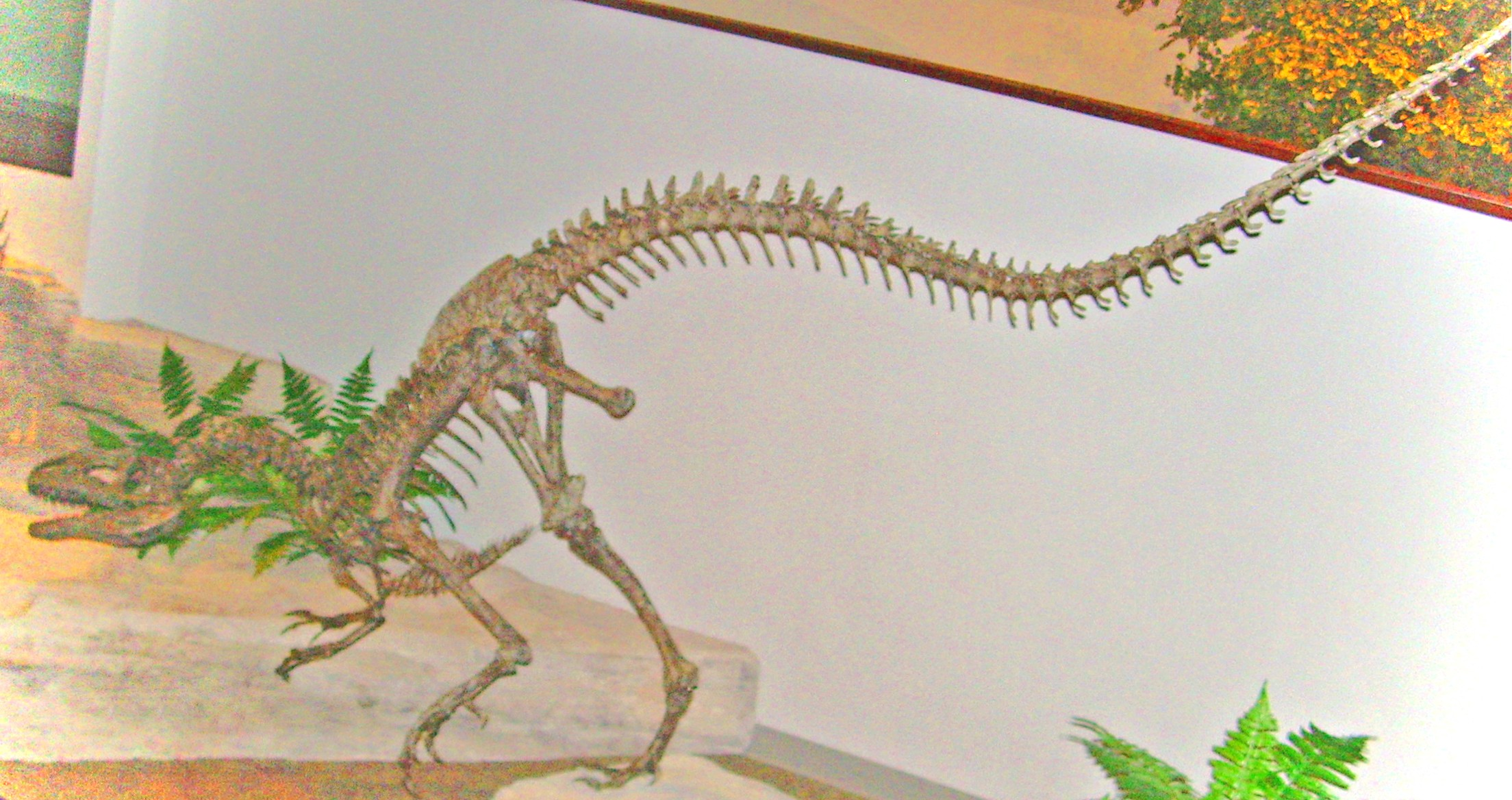
Het skelet van een jong dier

Uit botonderzoek is ook iets bekend over de verdere levensloop van Allosaurus. Het allerkleinste individu dat is gevonden, was minder dan een meter lang, zoals valt af te leiden uit het fossiel IPFUB Gui Th 4, een drieëntwintig millimeter lang stuk bovenkaak in 2005 gemeld uit Portugal. Het toont aan dat dieren die net uit het ei kwamen een relatief korte snuit hadden, die al sterk gepneumatiseerd was. Jongere dieren hadden ook relatief langere ledematen, iets wat verklaard is als een aanpassing aan het bejagen van kleinere en snellere prooien. Het kan ook een compensatie zijn voor een kleinere absolute staplengte. Na een vrij langzame start zou het dier steeds sneller zijn gaan groeien met een maximale groei rond het vijftiende levensjaar toen het dier een gewichtstoename van honderdvijftig kilogram per jaar bereikt moet hebben. Daarna vlakte het weer af; de oudste dieren waarvan de leeftijd vastgesteld werd waren achtentwintig jaar. Lang voor die tijd was de geslachtsrijpheid al bereikt: een wijfje van tien jaar oud had een scheenbeen dat medullair been toonde, een bottype waaruit calcium onttrokken kon worden voor de leg. Het is niet duidelijk of de exemplaren van dertien meter lengte tot ver na het achtentwintigste levensjaar waren blijven doorgroeien of in hun jeugd door gunstige omstandigheden harder gegroeid waren.

### Ziekte
In 2015 werd een in 1996 opgegraven oud exemplaar gemeld, specimen SMA 0005, met een reeks afwijkingen. Dit individu had tijdens zijn leven slijtage opgelopen van verschillende skeletelementen en ook waren op veel beenderen infecties geweest die een pathologische botgroei hadden opgeleverd. Het lijkt erop dat bij één incident verschillende ribben, het opperarmbeen en het schouderblad aan de linkerzijde zijn gebroken. Op een breuk in het zitbeen na, die het dier wellicht fataal is geworden, waren de beschadigingen grotendeels geheeld. Dit zou een aanwijzing kunnen zijn voor het leven in groepen, waarin een ziek dier kon profiteren van de buit van anderen. Een andere mogelijkheid is dat het metabolisme toch wat lager lag dan meestal gedacht zodat het dier langere tijd zonder voedsel kon overleven. De infectiehaarden waren relatief beperkt gebleven, vermoedelijk als gevolg van het bij reptielen sterke immuunsysteem.

## Volkscultuur

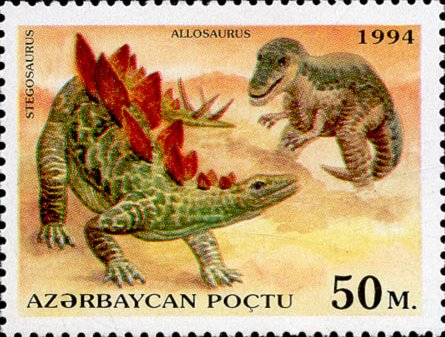
Het klassieke gevecht tussen Allosaurus en Stegosaurus op een postzegel

In 1988, vijf jaar voordat de film Jurassic Park Velociraptor bekend zou maken, stelde Gregory S. Paul dat Allosaurus de bekendste theropode was op Tyrannosaurus rex na. In 2010 vergeleek hij de bekendheid bij het grote publiek met die van Iguanodon, Triceratops, Stegosaurus en Coelophysis. Die status had het dier te danken aan het feit dat het voor de vondst van Tyrannosaurus zo'n dertig jaar lang als het grootste landroofdier aller tijden had gegolden, net in een periode dat dinosauriërs erg in de belangstelling stonden van het grote publiek. Dat de fossielen in de Verenigde Staten waren gevonden, dat zich toen tot het centrum van de massacultuur begon te ontwikkelen, droeg nog sterk aan de bekendheid bij. Ook toen het door zijn grotere verwant uit het Krijt van de eerste plaats was verdrongen, kon het nog op een eerzame tweede plaats aanspraak maken als althans het grootste landroofdier van het Jura. Allosaurus is dan ook talloze malen in populair-wetenschappelijke boeken afgebeeld, overigens meestal foutief als een traag dier. Het beeld van een Allosaurus die een Diplodocus of een Stegosaurus aanvalt, werd zo al even bekend als dat van het gevecht tussen een Tyrannosaurus en een Triceratops, vereeuwigd in de bekende illustratie van Charles Knight. Allosaurus is ook de officiële Staatdinosauriër van de staat Utah in de Verenigde Staten van Amerika.

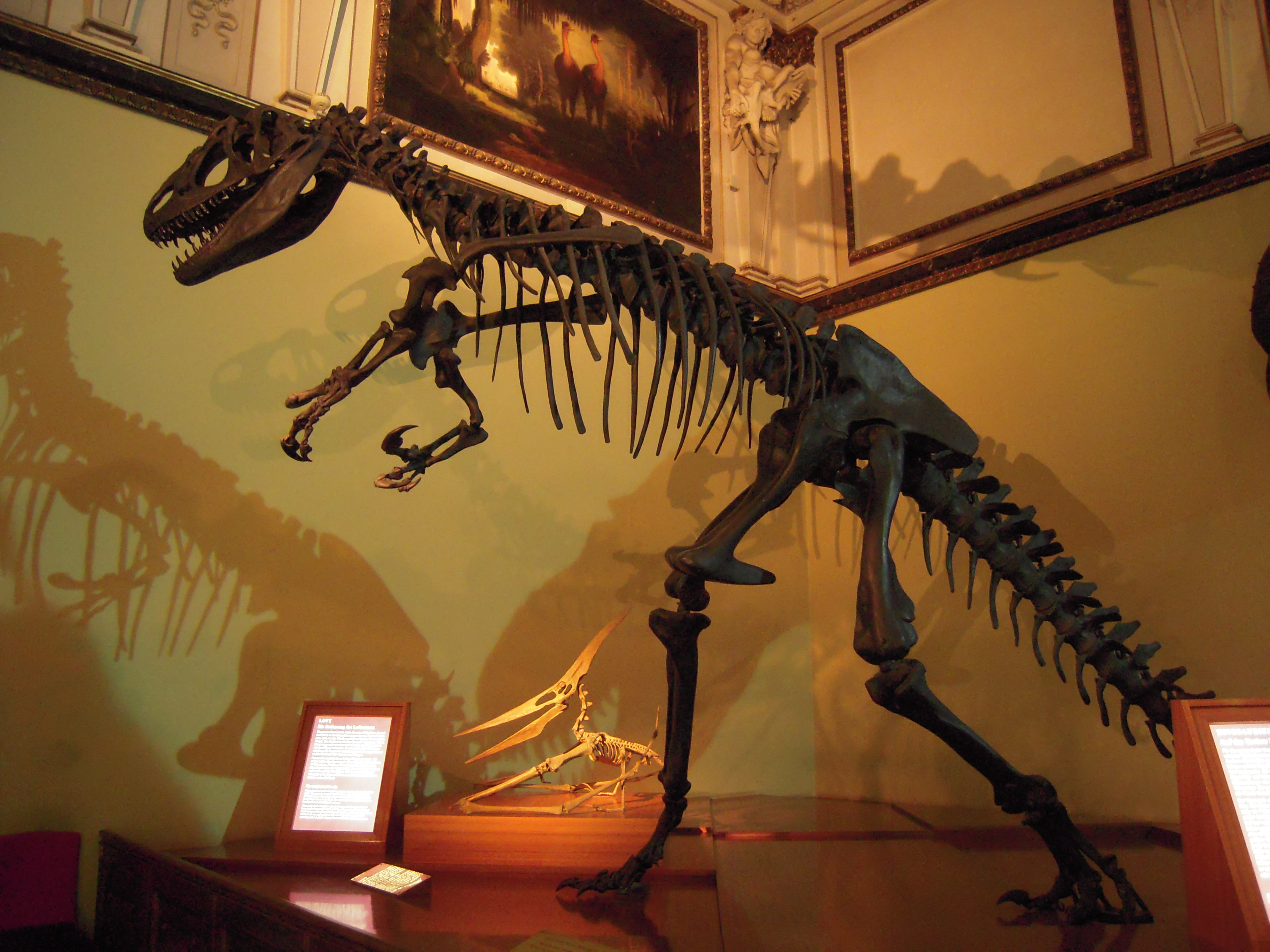
Een allosaurusskelet in een foute opgerichte houding; de getoonde retractie van het linkerbeen was in feite onmogelijk

Ook in verschillende films en televisieprogramma's werd Allosaurus uitgebeeld:
- The Lost World (1925), de eerste verfilming van het boek The Lost World van Arthur Conan Doyle. Hierin was Allosaurus de apexpredator, met onder andere een gevecht met Diplodocus.
- The Valley of Gwangi (1969), een film over een verboden vallei waaruit men niet levend terug zal komen. Hierin is Allosaurus het grote monster van de film.
- Walking With Dinosaurs (1999). Hierin was Allosaurus de enige dinosauriër die in twee afleveringen voorkwam, met de klemtoon op de tweede aflevering.
- In een special van de bovengenoemde serie, The Ballad of Big Al (2000), speelde de allosaurus Big Al de hoofdrol. Hierover werd ook een making of gemaakt: Big Al Uncovered.
- When Dinosaurs Roamed America (2001). In deze documentaireserie over dinosauriërs in Amerika kwam Allosaurus ook voor: hij at Ceratosaurus en viel Apatosaurus aan.
- The Lost World (2001), de vijfde verfilming van het boek van Conan Doyle, is een film gemaakt door de BBC van dezelfde makers als van Walking With Dinosaurs. Allosaurus is hier de ster van de film.
- Walking With Monsters (2005). Hierin kwam Allosaurus aan het einde van de laatste aflevering heel even voor. Ze lieten zien hoe een kleine theropode evolueert tot de reusachtige Allosaurus.
- In Jurassic World: Fallen Kingdom wordt een allosaurus gezien tijdens de vulkaanuitbarsting van Isla Nublar. In de short-film, Battle at Big Rock, was Allosaurus de antagonist.

In de films die vóór de jaren negentig gemaakt zijn, wordt Allosaurus meestal een onjuist uiterlijk gegeven met een opgerichte lichaamshouding, een staart die over de grond sleept, een te brede kop, gespreide achterpoten en soms zelfs kenmerken van Tyrannosaurus zoals handen met twee vingers.